# 封神英雄榜
《封神英雄榜》，华策影视出品的一部古装神话剧，以《封神榜》为蓝本创作。台湾金牌编剧简远信兼任制作人，部份主要演员也参与过电视剧《活佛济公3》、《薛平贵与王宝钏》、《百万新娘之爱无悔》和《新洛神》等。2013年3月在横店影视城开机拍摄，2013年8月杀青，2014年1月31日登陆贵州、山东、湖北三家卫视首播。封神英雄榜第二部己于2014年3月31日开机。

## 播出
| 上星频道                   | 所在地   | 播放日期                      | 播出时间                                       |
| -------------------------- | -------- | ----------------------------- | ---------------------------------------------- |
| 山东卫视/贵州卫视/湖北卫视 | 中国大陆 | 2014年1月31日黃金档(連播三集) |                                                |
| 央視一套                   | 中国大陆 | 2014年2月2日上午档(連播三集)  |                                                |
| 新传媒8频道                | 新加坡   | 2014年7月4日起                | 周一至五19:00                                  |
| Astro全佳HD                | 马来西亚 | 2014年7月13日起               | 週末高清巨献 周日13:00（五集連播）             |
| 城市电视1台                | 加拿大   | 2014年7月18日起               | 周一至周五18:30（西岸时间） 21：30（东岸时间） |
| 远摄亚洲(TeleAsia)         | 菲律賓   | 2014年8月14日                 | 週一-週五 10:30PM                              |
| 廣東珠江频道(粤语)         | 中国大陆 | 2014年8月14日至9月4日         |                                                |
| 只身29(Mono29)             | 泰國     | 2014年10月31日                | 週二-週五19:00-20:00                           |
| 東森戲劇台                 | 臺灣     | 2014年11月26日                |                                                |
| 東森超視                   | 臺灣     | 2016年3月15日                 |                                                |
| 無線電視                   | 香港     | 2016年                        |                                                |
| now华剧台                  | 香港     | 2018年6月7日－2018年9月19日   | 每周一至周五 20:30－21:30                      |

## 劇情概述
讲述了商朝末期苏妲己（張馨予飾）与姜子牙（陳鍵鋒飾）的封神传奇。

## 登場人物

### 主要演員
| 演员   | 角色           | 配音   | 简介 |
| 陳键锋 | 姜子牙         | 孫曄   | 姜太公 西周丞相 申公豹之師兄 比干之好友 劇情發展 與申公豹一同上山,進而因申公豹背叛而有緣拜師修煉法術,踏上封神之路                                               |
| 张馨予 | 蘇妲己(胡仙兒) | 范楚絨 | 九尾狐狸精 商纣王之第二任皇后 劇情發展 胡仙兒受女媧之命滅商紂王,附於蘇妲己身體,之後卻愛上宮裡的權利,榮譽與財富,把蘇妲己的身體給侵占了，還逼迫妲己的魂魄離開宿主 |
| 张迪   | 姬发           | 王梓   | 周武王 周文王之次子 個性衝動 |
| 姜鸿   | 马招娣         | 原音   | 姜子牙之妻 個性單純淺見 |
| 張明明 | 申公豹         | 高其昌 | 姜子牙之师弟 殷商國師 鳯青青之爱人 劇情發展 為人狠心惡毒善妒,曾欺騙過楊戩                                                                                       |
| 吴卓翰 | 帝辛           | 沈磊   | 商紂王 姜皇后、妲己之夫 殷郊、殷洪之父 比干之姪子 劇情發展 荒淫無道,一心只為討妲己(胡仙兒)歡心,因得罪女媧走向滅亡之路                                           |

### 朝歌

#### 後宮
| 演员   | 角色   | 配音   | 简介                                                             |
| 張咏棋 | 姜皇后 | 黄莺   | 商纣王第一任皇后 紂王之妻 殷郊、殷洪之母 第3集因得罪胡仙兒而慘死 |
| 鄭亦桐 | 鳯青青 | 楊夢露 | 九头雉雞精 胡仙兒二師妹 申公豹之爱人 商纣鳯妃 曾欺騙過楊戩       |
| 麦迪娜 | 玉磬   | 陳奕雯 | 玉石琵琶精 胡仙兒三师妹 商纣玉妃 曾欺騙過楊戩                    |

#### 朝廷
| 演员   | 角色   | 配音   | 简介                                                                                          |
| 吴岱融 | 比干   | 夏磊   | 亞相 商紂王王叔 商朝忠臣 姜子牙之好友 劇情發展 為人正直,受百姓愛戴                            |
| 贺镪   | 闻仲   | 李传缨 | 太师 愚忠 劇情發展 自殺而死                                                                   |
| 邢琪琦 | 费仲   |        | 商纣王的奸臣                                                                                  |
| 赵熠洋 | 尤浑   |        | 商纣王的奸臣                                                                                  |
| 于子寬 | 赫城主 |        | 赫城城主 赫蘭之父 商朝忠臣 南伯侯之至交                                                       |
| 張弓   | 商容   |        | 首相 商朝忠臣 劇情發展 第3集勸紂王不要再荒淫無道,便自己一頭撞向石柱,腦漿迸裂而亡              |
| 康磊   | 高和   | 夏磊   | 南伯侯之部下将军 喜欢赫兰                                                                     |
| 張成龍 | 崇侯虎 |        | 北伯侯 崇黑虎之兄弟 和他兄弟崇黑虎截然相反 劇情發展 第21集被變成瘟魔偷襲姜子牙,反被姜子牙殺死 |

#### 李家
| 演员   | 角色   | 配音   | 简介                                                                          |
| 李槐龙 | 李靖   | 王衡   | 托塔天王 哪吒之父 陳塘關守將 愚忠 疼愛哪吒 劇情發展 曾經修理過哪吒,後歸順西岐 |
| 唐德惠 | 殷十娘 |        | 哪吒之母                                                                      |
| 孙聪   | 金吒   | 沈达威 | 哪吒大哥 個性溫和,理性 文殊广法天尊之弟子                                     |
| 兰昊宇 | 木吒   |        | 哪吒二哥 個性活泼,冲动 普贤真人之弟子                                         |

### 西岐
| 演员                | 角色     | 配音   | 简介                                                                                      |
| 简远信(制片人)      | 姬昌     |        | 西伯侯 周文王 姬發、伯邑考之父 雷震子之義父 忍辱負重 吃下伯邑考之肉做成的肉餅             |
| 陈怡真              | 太姒     |        | 周文王之妻                                                                                |
| 季肖冰              | 伯邑考   | 夏磊   | 周文王之长子 深愛妲己 劇情發展 第7集為救姬昌前往朝歌,得罪胡仙兒因而死無全屍被做成肉餅慘死 |
| 张倬闻 童年：朱俞硕 | 哪吒     |        | 三太子 姜子牙之师侄 太乙真人之徒弟                                                        |
| 郑鹏飞              | 雷震子   | 李正翔 | 周文王之义子 雲中子徒弟                                                                   |
| 王今铎              | 武吉     | 趙路   | 姜子牙之徒弟 喜歡牛小妹                                                                   |
| 周丹莉              | 牛小妹   |        | 马招娣之好友 喜欢武吉                                                                     |
| 王厦                | 散宜生   |        | 西周大夫 周文王辅臣                                                                       |
| 殷叶子              | 赫兰     | 张安琪 | 本为城主之女 喜歡高和跟姜子牙 后为猫精 劇情發展 第28集登場                                |
| 殷葉子              | 黑貓仙子 | 张安琪 | 萌萌 貓精赫蘭                                                                             |
| 葛行于              | 土行孙   | 沈达威 | 姜子牙师侄 懼留孫徒弟 曾經混過黑道                                                        |
| 高苗苗              | 苗苗     |        | 西岐婢女                                                                                  |

### 其他角色
| 演员   | 角色     | 配音   | 简介 |
| 刘芷汐 | 石矶     | 黄莺   | 石头精 居于骷髅山白骨洞 喜欢姬发 劇情發展 第16集被哪吒和武吉聯手杀死,為火尖枪的化身 |
| 刘玉婷 | 翠屏     |        | 姬发爱人 城主之女 申公豹之妻 劇情發展 第17集被申公豹殺害 |
| 王婧娈 | 百花仙子 | 洪海天 | 爱慕姜子牙 天山尊者之徒 幽冥界之合作對象 馬招弟的情敵 劇情發展 第27集退場 |
| 邬靖靖 | 双儿     | 洪海天 | 孤兒 闻仲义女 魔家四將之養女 喜欢姬发 劇情發展 第37集登場 第46集被凤青青的千年毒蜘蛛中毒而死 |
| 陈祉希 | 女娲     |        | 大地之母 因造人为人族圣母 |
| 李进荣 | 杨戬     | 沈磊   | 二郞神 玉鼎真人之徒 姜子牙之師姪 雙兒之男友 魔家四將之合作對象兼之前未來的女婿 劇情發展 第20集登場,救過天狼星,曾受到申公豹和妖怪的欺騙,後來決定要對付申公豹而被申公豹所傷,在洞外洞被天狼星所救,在得到水火同源的玉瓶而重開天眼 |
| 刘涛   | 哮天犬   | 沈达威 | 天狼星 楊戩之寵物 化為人身 劇情發展 第4集登場,遇到姬昌,想要加害姬昌時,在對嬰孩下手,被雷震子電到，還被姜子牙打敗。曾是被玉鼎真人派來在洞外洞看守天眼狼妖,之前被申公豹砍掉手臂,後被楊戩相救,在洞外洞時姜子牙、土行孫、哪吒、雷震子等人要取得天眼,卻冒犯了姜子牙、土行孫、哪吒、雷震子等人。也是為救楊戩而被聞仲打傷,其實是為了天眼犧牲自己,後來復活 |
| 鄔立鵬 | 敖丙     | 沈磊   | 龍王三太子 龍王之愛子 石磯、妲己(胡仙兒)之合作對象 劇情發展 第12集被哪吒打死后抽筋 |
| 高友和 | 懼留孫   |        | 元始天尊门下 土行孫之師傅 阐教“十二金仙”之一 后入释成佛 |
| 沈保平 | 元始天尊 |        | 道教天神 姜子牙、申公豹之師傅 为三清之一 |
| 馬歡胤 | 梅姑     |        | 土行孫之救命恩人 申公豹、鳳青青之假至交 劇情發展 第34集登場,眼睛失明,卻心地善良,而且與土行孫情投意合,與其父精通醫術,被土行孫交代保管風雷棍,之後把風雷棍還給土行孫 |
| 张海峰 | 魔礼青   |        | 魔家四将之首，使用青云剑，封神后为民间四大天王之一南方增长天王。 |
| 冯瀑   | 魔礼红   |        | 魔家四将老二，使用混元伞，封神后为民间四大天王之一北方多闻天王（封神演义原著西方广目天王）。 |
| 许钦   | 魔礼海   |        | 魔家四将老三，使用四弦琵琶，封神后为民间四大天王之一东方持国天王（封神演义原著北方多闻天王）。 |
| 刘慧建 | 魔礼寿   |        | 魔家四将老四，有一宠物花狐貂，封神后为民间四大天王之一西方广目天王（封神演义原著东方持国天王）。 |
| 来子旸 | 殷郊     |        | 帝辛长子，殷商之太子，广成子之徒。 |
| 黄作灿 | 殷洪     |        | 帝辛次子，殷商二王子，赤精子之徒。 |

## 每集题目
| 集数 | 题目 |
| ---- | --- |
| 1    | 申公豹突袭姜子牙 介紹：太古时期，盘古为开天地，将自己的一颗牙齿变成了开天斧，为防天地合拢，又将开天斧变成了不周山。火神祝融和水神共工不小心撞倒了不周山，使得天破了一个洞，女娲娘娘不忍看到人类受灾，炼就三万多块五色石补天，但有一块不慎掉落。商纣王为纪念女娲功德，在女娲诞辰之日拜祭女娲，但看中女娲像美丽，作诗亵渎女娲。女娲算得商纣王气数已尽，决定借此给他个教训和惩罚。姜子牙挑水，突遇豹子来袭，原来是师弟申公豹和他开玩笑。九尾狐妖胡仙儿看中苏妲己的美貌，将自己变成苏妲己的模样。女娲派胡仙儿、玉磬、凤青青三妖去朝歌杀纣王帝辛，但在帝辛门前遇门神阻碍，只好回头去找女娲，女娲要三妖迷惑纣王，待武王伐纣时，助武王成就周天下，并告诉她们若遇到佩戴女娲石之人，要听命于其。元始天尊看中姜子牙勤勉真诚，每夜三更秘密传授其法术，并最终将无字天书传授于他，但嘱咐他学习法术之事不得让申公豹知道，也不能将女娲石送于他人。姜子牙夜晚练法之时惊觉屋外有妖怪，追随至丛林偶遇申公豹，两人简单交手后申公豹开始怀疑姜子牙。某日申公豹向姜子牙展示法术，不料头颅被九头鸟怪叼走，子牙追至毒龙潭，为救申公豹施展法术，身上的女娲石也助其一臂之力。原来一切都是申公豹设计试探姜子牙的法术，为平息师弟内心的不平，姜子牙答应将女娲石送给申公豹。胡仙儿发现申公豹就是佩戴女娲石之人，误认为他就是女娲所说的上仙。申公豹借机指使三妖去对付姜子牙。 |
| 2    | 狐妖附身妲己入宫 介紹：姜子牙不敌三妖的三十六天罡阵，身负重伤，申公豹趁机从姜子牙身上搜得无字天书，才知道元始天尊对他早有提防，更加愤怒，发誓与姜子牙断绝兄弟之情。姜子牙想要解释却因伤重身亡。申公豹发现无字天书居然真的无字，正在不知所措时元始天尊现身，斥责申公豹虽修炼多年仍然没有人性，将他与三妖打伤，救回姜子牙并令其复活。元始天尊向姜子牙说明其劫数已过，如今两人师徒之缘正式开始，元始天尊向姜子牙传授无字天书，并向其传授兵法和阵法，委其以封神重任。纣王听信费仲和尤浑的谗言，因苏护拒绝让女儿进宫，便派崇侯虎发兵逼近冀州威胁苏护。苏妲己为了冀州黎民苍生与伯邑考斩断私情，自愿前往朝歌。申公豹提议三妖用美色诱惑纣王，于是将苏妲己的魂魄封印在体内，命胡仙儿进入苏妲己的身体，操控苏妲己。正当纣王因不满进献的美女而发怒之时，苏妲己进入朝堂并献上歌舞，纣王大悦，赞叹妲己国色天香。与此同时，姜子牙对阐教法术已经融汇贯通，元始天尊决定派姜子牙下山，并点破其还会有一段姻缘，指点他要寻找身有八卦图案，割弃肉身的非封神转世灵童，同时一定要提防申公豹，如日后遇到切勿手下留情。姜子牙拜别师父，下山开始其封神大业。 |
| 3    | 妲己申公豹残害忠良 介紹：商容等众臣劝奏纣王无效，只能面见姜王后，希望王后出面劝谏纣王，切勿因美色荒废朝政。王后拿着群臣的联名奏章前去点醒纣王，不料正遇纣王与妲己饮酒玩乐，王后请求纣王将苏妲己赶出王宫，纣王大怒，斥责王后退下。苏妲己看到联名奏章上群臣姓名，提议纣王杀一儆百，立定新的刑法。梅伯作为杀一儆百的对象，在九间殿被行炮烙之刑，商容劝谏被逐，于是求见姜王后，诉说苏妲己和纣王残害忠良详情，王后愤怒不已，当面质问并打了苏妲己，纣王及时赶到，命王后住手，妲己逃过一劫但对王后心怀怨念，决定设计陷害王后。费仲和尤浑认为西伯侯姬昌拥兵自重已有反意，正向纣王献计之时，有人禀报妲己在后宫中邪，纣王命人传御医，申公豹突然出现，假借除妖邪之名做法，诬陷王后施妖术害妲己。姜王后矢口否认，却被申公豹使用邪术从床下搜得证据，王后百口莫辩被缉拿。纣王逼问幕后主使，妲己假装求情故意激怒王后，纣王将王后双眼刺瞎并用炮烙之刑，王后最终还残害致死。两位王子欲杀苏妲己替母报仇，纣王意愤要杀掉两个儿子，杜太师阻拦被纣王刺死，商容对纣王绝望，自尽。纣王令申公豹抓回王子，太子师父舍身救驾，两王子逃走，申公豹紧追不舍，姜子牙算到王子有难前来护驾，与申公豹打斗数个回合后救走王子，申公豹看其背影，怀疑是姜子牙。 |
| 4    | 姬昌遇狼妖得雷震子 介紹： 两位王子为姜子牙所救，为了替母后报仇，二人决定听姜子牙所言，赴太华山云霄阁和九桃山桃源洞拜赤精子仙人和广成子仙人为师。西伯侯府内，侯爷姬昌卜得凶卦，太姒、伯邑考、散宜生等都劝侯爷不要前往，觉得此次奉召入宫必有危险。姬昌为了不招致纣王猜忌，依然决定前去拜见，临走前嘱咐伯邑考切勿过早告诉姬发自己入宫的消息，以免他冲动行事。姬昌一行人在前往朝歌的途中遇到哮天犬，姬昌自愿牺牲性命保护属下，被哮天犬掳走。正当哮天犬欲加害姬昌之时，一个婴孩降世在山洞之中。哮天犬欲先对婴孩下手，姜子牙出现救下了姬昌和婴孩。姬昌接受子牙提议，收婴孩为子，取名为雷震子。姜子牙算出姬昌难逃一劫，临行前提醒姬昌切不可为纣王卜算人寿。姬昌拜见纣王，纣王要姬昌卜卦天公何时降雨，姬昌过关，纣王又令姬昌卜算他的寿命，姬昌想起姜子牙嘱咐，巧妙躲避。妲己不悦，再考姬昌，要他卜算前世。姬昌算出妲己是狐妖，却佯装不知。妲己挑衅，纣王将姬昌关押。姜子牙在街边摆摊算卦，路遇武吉，算出他今天会打死人，劝他赶紧回家避祸，一向安分的武吉大骂姜子牙是江湖骗子。没想到一个意外，武吉果真打死了人。武吉被抓路遇比干，比干同情武吉遂允许其回家探母。回家后的武吉突然想起算卦的姜子牙，觉得还有一线生机。 |
| 5    | 姜子牙大殿烧妖女 介紹：武吉求姜子牙救他一命，姜子牙收武吉为徒，让武吉回家中于地上画圈，在天黑时坐在圈中，又让武吉母亲在他身上撒两把米。姜子牙施法，制造武吉跳河自杀的假象，官府闻讯结案。雷震子机缘巧合吃了金龙果，长大成人，正式拜师学艺。比干回朝，上奏纣王要善待百姓，纣王闻言极不耐烦，却对大兴土木建造鹿台很上心。一帮奸臣提议，鹿台完工后，让国师申公豹请天人下凡一同饮宴，纣王闻言大悦。妲己借机邀请琵琶精和青青一同入宫。比干看望西伯侯姬昌，姬昌告诉比干为妲己卜算时，在她身后看到一只狐狸，比干大惊。玉磬和青青来到朝歌，遇到街边算卦的姜子牙，一时好奇去摊前问卦。姜子牙看出她们的真身，将玉磬打死，姜子牙和武吉因打死人被官兵带走，送入相府定罪。姜子牙告诉比干其师从元始天尊，比干认为姜子牙是能人异士，要姜子牙在纣王面前施展法术让妖精现原形。姜子牙在大殿作法，用三昧真火焚烧玉磬，逼其现出原形。听到玉磬的求救声，申公豹和青青作做法与姜子牙抗衡，怎料不敌姜子牙，玉石琵琶精终现原形。纣王视姜子牙为奇人，封他为下大夫，妲己趁机要姜子牙监造鹿台，限其三个月完工，否则就将他斩首示众。姜子牙欲用天眼看破妲己真身，被妲己用女娲石阻挡。 |
| 6    | 子牙被陷害被迫出逃 介紹： 姜子牙决定造鹿台，武吉称这是搜刮民脂民膏，姜子牙实为保百姓生计，得到相爷的理解和支持。马招弟一家来相爷家做客，偶遇姜子牙师徒，招弟对姜子牙一见钟情。妲己对姜子牙杀死玉磬怀恨在心，申公豹献计两人合谋布阵想要杀死姜子牙。商纣士兵强行征税，烧杀抢掠，人民生活在水深火热之中，民众设坛祭祀向苍天求助。相爷比干给姜子牙和马招弟做媒，姜子牙想起下山前师傅的话，为了顺应天意勉强答应，姜子牙与马招弟拜堂成亲，牛小妹和武吉在拜堂时互相倾慕。伯邑考欲离开朝歌救出父王，被母亲和散宜生强烈阻止，伯邑考一心就朝歌寻父，又考虑到和苏妲己的旧情，相信此行无论如何也可与父亲见面。太姒和散大人看伯邑考去意已决，只能帮其离开西岐前往朝歌。申公豹来到鹿台，对鹿台基座施法，同时妲己也赶到，姜子牙对其身上的女娲石一直好奇，两人正在谈论之时突然苏妲己嫁祸姜子牙，称其非礼自己，纣王赶到暴怒，降罪于姜子牙。子牙觉得纣王荒淫无道，只听信谗言贪恋美色，殷商已无力回天，决定离开。纣王大怒，要将姜子牙碎尸万段。鹿台无人接手让纣王头疼不已，苏妲己提议交给崇侯虎。姜子牙带着马招弟和武吉一家人离开相府，临走前交代比干三日内不能见客。胡仙儿等妖在半路截住姜子牙，姜子牙看到胡仙儿胸前的女娲石，认出了其就是苏妲己。众妖敌不过姜子牙，掳走了马招弟。姜子牙到轩辕古墓救马招弟，被驻守洞口的青鸾火凤困住。伯邑考来到相府求见比干，比干虽顾忌子牙临走前的交代，但听闻是西伯侯之子伯邑考前来，便急于相见。伯邑考想拜托比干为其引见纣王。申公豹来找苏妲己，让玉磬起死回生的新办法就是让伯邑考弹奏还魂曲七七四十九天，而刚巧伯邑考前来找纣王。姜子牙抵挡不了青鸾火凤的风火阵，得到太乙真人出手相助，姜子牙才能救出马招弟。 |
| 7    | 伯邑考救父被剁肉酱 介紹：伯邑考觐见纣王，纣王想看的西歧三宝，并想听一听伯邑考的琴声。而苏妲己看到伯邑考所流露真情，已让体内的胡仙儿已控制不住。真正的苏妲己哀求胡仙儿不要伤害伯邑考，胡仙儿答应成全她，但却有一条件。真正的苏妲己与胡仙儿碰面，她看出胡仙儿现在已经爱上了纣王，有了人类的感情，希望胡仙儿考虑到自己对伯邑考的感情，不要伤害伯邑考，胡仙儿答应她但要求伯邑考不能揭穿她的身份。伯邑考从西岐带来三宝，可自行移动的七香车、可即时醒酒的醒酒毡以及会唱歌跳舞还会辨人间鬼怪的白面猴。白面猴见到苏妲己时惊叫，苏妲己要伯邑考弹奏还魂曲来补偿。比干正担心伯邑考，姜子牙忽然赶到，询问比干有没有按他所说三日之内不见客，比干直言见了伯邑考，并带他见了纣王。姜子牙大惊，算出此次伯邑考进宫为大凶之兆，要比干速速进宫试图保住伯邑考性命。苏妲己趁纣王去见比干之时，与伯邑考独处，妲己又约伯邑考喝酒又搬出陈年旧情，伯邑考一再推托，苏妲己看中伯邑考美色，趁机拉着伯邑考的手摁向自己胸口，此时真正的妲己一直在体内要求胡仙儿不要乱来，胡仙儿答应让苏妲己和伯邑考见面。这时伯邑考才明白眼前的苏妲己早已不是自己当年的爱人，而是九尾狐妖。妲己告诉伯邑考绝对不要答应胡仙儿救活玉磬的条件，胡仙儿一怒之下又将苏妲己灵魂封印，甚至假装被伯邑考轻薄，伯邑考因此被处斩。胡仙儿还向纣王提议将伯邑考做成肉酱给西伯侯吃，以此来测出西伯侯是否会卜卦。西伯侯卜卦算出伯邑考有大凶之兆，更算出肉饼是亲儿的肉，不忍吃下。 |
| 8    | 西伯侯被迫食亲子 介紹： 情急之下姜子牙出现，劝说他要以西岐百姓苍生为重，西伯侯只好吃下肉饼。西伯侯为了西岐的百姓，不得不吃下用伯邑考做成的肉饼，悲痛欲绝。纣王听闻西伯侯已吃肉饼，相信其并无能断祸福之能，比干借此求纣王放了西伯侯，但生性多疑的纣王仍听信奸臣谗言，继续监押西伯侯。姬发听闻此事，怒火中烧，命散宜生想法先救出西伯侯。苏妲己痛恨体内的胡仙儿害死了伯邑考，问其为什么要伤害伯邑考，胡仙儿说出当年伯邑考与她有断尾之仇。胡仙儿已炼成了女娲石，不需要靠禁锢苏妲己的灵魂存活在她体内，于是她抽离了苏妲己的灵魂，独占苏妲己肉身。真正的苏妲己灵魂去找了西伯侯，从西伯侯肚子里唤出了伯邑考的灵魂，两人拜别西伯侯离去，西伯侯伤心不已。散宜生去求费仲向纣王提议早日放回西伯侯，费仲为财所动，答应帮忙。姜子牙算出西伯侯即将被释放，比干总算放心，但子牙算出比干难逃大劫，临走前给了比干三道能消灾解难的符。纣王释放西伯侯，并告诉西伯侯自己将伯邑考的肉做成肉包让其吃下，西伯侯隐忍，全身而退。纣王带苏妲己来看鹿台，妲己提议纣王在鹿台摆宴款待群臣。纣王应允，并提出让申公豹邀请天上仙女下凡共同庆贺。 |
| 9    | 妲己装病比干挖心 介紹：姜子牙察觉有妖孽横行之象，月圆之夜，妲己找来一帮狐子狐孙冒充仙人，比干为仙人斟酒时，闻到一股骚臭味，对仙人心生怀疑。比干觉察出申公豹请来的仙人极有可能是妖孽，纣王对仙人的种种行为也有诸多疑问，但都被妲己糊弄过去。比干利用姜子牙给的符，想逼妖怪现原形，却被申公豹施法破坏。两人在纣王面前争执，但纣王被奸人所言迷惑，不信比干。苏妲己听闻自己的徒子徒孙已被大火烧死，将所有仇恨都指向比干。姬发和太姒终于等到了西伯侯回家，太姒一直质问侯爷为何伯邑考没有一起回家，当她知道伯邑考早已被迫害痛不欲生。姬发向父亲提议，应该立马讨伐纣王。西伯侯则希望大家要体谅天下的百姓，不要因为战事连累了苍生。散宜生提议储备实力，养兵蓄锐，待日后在最短的时间内伐商，从而将伤亡降至最低。西伯侯认为若要讨伐纣王，必须要有能人异士的相助才行。姬发答应父亲，无论如何会找到那位在牢中两次帮助父亲的能人异士。众卿上朝，突传苏妲己心痛，申公豹称苏妲己得了坏心病，需要换心才能活命，并直言要用忠臣的七窍玲珑心才可救妲己。苏妲己用狐媚引得纣王立马下圣旨要比干进殿挖心。比干拿出姜子牙给的符，没想到姜子牙早已算出比干会遇此劫，特赠此符。比干照符行事后到殿上挖心离开。申公豹告诉苏妲己比干虽挖心却仍未死。 |
| 10   | 哪吒降世拜师学艺 介紹：众妖认为一定是姜子牙在背后捣鬼。苏妲己乔装成农妇在市场卖无心菜，一句“人若无心活不了”便让比干死去。姜子牙早已料到比干难逃此劫，决定到陈糖观和武吉等人会和。李夫人怀胎三年六个月仍然无法生产，肚子大得出奇。灵珠子进入李夫人体内，李夫人艰难产下一个肉球。李靖看到肉球，以为哪吒真是妖怪，用剑劈开了肉球。一个小孩出现，见了李靖就叫爹爹，李靖不顾夫人劝阻一心要杀了哪吒为民除害，幸得姜子牙赶来阻止，以性命担保哪吒必成大器，李靖这才作罢，让哪吒跟着姜子牙学道。女娲让灵珠子拜在太乙真人门下，命他转世为人。太乙真人亲自护送灵珠子到李府转世，告诉姜子牙已为孩子取名为哪吒，并赠他乾坤圈和混天凌。姬发遇到假装受伤的石矶，其谎称脚伤无法走动，让姬发扶她去陈塘关。申公豹收集了九十九个人的魂魄，妲己与风青青施法救活了玉磬。姜子牙教哪吒使用乾坤圈，马招弟却不合时宜地带着点心来探班，姜子牙劝马招弟不要妨碍他们修炼，哪吒与武吉只好到府外修炼。哪吒得意地展示自己的本领，武吉很是羡慕，但哪吒忘记了收回乾坤圈的口诀，乾坤圈越飞越远，二人慌忙追赶。姬发和石矶在树林里的废屋中稍作休息，石矶欲对姬发下手，正巧被飞来的乾坤圈打中。姬发责怪哪吒打伤石矶，两人争执起来。姜子牙赶来，看出石矶是妖，劝说姬发要小心提防。姬发以为姜子牙垂涎石矶美色，二人争执之时石矶借机逃走。姜子牙三人回到李府，李夫人问起，姜子牙等对白天发生的事避而不谈，没料到姬发竟来到李府，将发生的一切告知李靖。李靖请姜子牙等人出来给姬发道歉，姜子牙一番话有理有据，反让姬发无言以对。李靖只好罚哪吒。青青和申公豹找到了石矶，谎称自己奉了女娲之命灭殷商，但姜子牙处处阻挠，要石矶助他们一臂之力。石矶联想到今日所见的道士，极有可能就是姜子牙。妲己告诉纣王自己身体不适，需要修炼七七四十九天，同时举荐了自己的妹妹入宫。纣王无奈只能封玉磬为玉妃，准她入宫。                                                                                           |
| 11   | 布陷空阵捉姜子牙 介紹：青青鼓励石矶去找姬发，自己去找姜子牙。石矶夜晚闯进姬发的房间向姬发表白，姬发拒绝，石矶只能霸王硬上弓，却被姜子牙阻止。姬发误以为姜子牙欺负弱女子，与其大打出手，但在姜子牙的施法下，石矶败露逃脱。姜子牙觉得姬发目光短浅，个性急躁，有负西伯侯重望。石矶被姜子牙所伤，申公豹和青青束手无策，苏妲己赶到救了石矶。苏妲己得知姜子牙藏在李靖府中，与四妖商量着如何对付姜子牙。姜子牙正在后花园教哪吒练功，马招弟突然出现纠缠着姜子牙，马招弟看武吉在，便让武吉先带走哪吒。姜子牙感到身边有妖气，摆脱马招弟去寻妖，却被姬发拦住去路。姬发告知，他已得到李靖的允许，也可住入府中，希望姜子牙能告知能人异士的下落。妲己潜入李靖府，打晕武吉和牛小妹，自己变身武吉的样子去找姜子牙。牛小妹跑来告诉姜子牙，武吉被妖怪抓走了。姜子牙一听便知大事不妙，因为妖怪带走的还有哪吒。姬发随着姜子牙寻妖，苏妲己现身引姜子牙到骷髅山谷找回武吉和哪吒。妲己参照女娲石给的灵感在骷髅山谷摆了一个陷空阵，派五妖守阵等着姜子牙。姜子牙要去找哪吒和武吉，姬发一定要跟着，下崖路遇青青一番打斗，子牙带着姬发逃亡，遇上石矶，子牙看出东边西边都有人埋伏，推断其他两方也一定有人。果然见申公豹带着苏妲己出现，原来是他们布阵想杀姜子牙。金吒木吒担心哪吒和子牙出事，出门寻找。姬发敌不过苏妲己，被打倒在地，子牙一人敌六妖，力不从心。马招弟和牛小妹在悬崖上担心，恰逢金吒和木吒赶来，两女将两人推下谷要他们救人，恰巧金吒木吒跌在了布阵的两妖身上，阵破。子牙指挥两人再和妖怪正面交锋。马招弟和牛小妹在谷上助阵，不小心掉落谷底，正好子牙用在场五人组成千手观音阵和六个妖怪的阵法抗衡，大胜。此时申公豹把哪吒和武吉拉出来做人质，要子牙自击天灵盖自毁道行。危机关头，苏妲己和申公豹想要伤害哪吒，却不想哪吒自己可以防身。众人成功逃脱，苏妲己气晕，姬发也因为和妖怪的打斗受了内伤。李靖责怪哪吒出去惹事，要责罚他，众人劝李靖，帮忙说情，让哪吒躲过一劫。 |
| 12   | 龙王找哪吒报仇 介紹：众妖给苏妲己疗伤，石矶提议让龙王三太子来帮忙。姜子牙采药回来给姬发疗伤，姬发成功醒来，子牙劝他不要再找白发老者，但姬发心意已决。苏妲己用美貌勾引龙三太子，龙三太子对妲己一见倾心，对于她提出的疗伤和报仇的提议都同意，但要求苏妲己在龙宫里呆着服侍他。恰逢龙宫摇晃，原来是马招弟在海里洗哪吒的肚兜。夜叉向龙三太子报告，苏妲己声称这就是伤害自己的人。但龙三太子考虑到混天绫和太乙真人的关系，不敢轻举妄动。龙三太子声称只要苏妲己愿意嫁给他，就会帮她疗伤和报仇。石矶假意答应下来，让龙三太子先去报仇，趁此机会，她们偷偷在宫里翻到琼浆玉液喝下。龙三太子夜叉带了虾兵蟹将上去抓人，和哪吒起了冲突，哪吒施法将一干妖怪打退，并拿到了龙三太子的龙筋赠予父亲李靖。龙王见儿死大怒，听苏妲己说是李靖的儿子所为，并不相信这和李靖有关，怀疑事情是两个妖怪所做。东海龙王怀疑龙三太子之死是苏妲己和石矶所为，决定自己去找李靖对质。龙王半夜找到李靖家，看见李靖腰上缠的玉带，认出那是三太子的龙筋，气愤之余和李靖大打出手。幸得姜子牙出手，和龙王一番打斗。李靖中途阻拦，想问清原委，龙王告诉他是哪吒杀死了龙三太子，并收走了他身上的腰带幻化成龙筋为证，李靖觉得这是个误会，但龙王不听，还要引东海之水来淹陈塘关。李靖想找哪吒算账，哪吒却跑去找东海龙王报仇，要他发誓不水淹陈塘关，还把他变成了一只狗让他和李靖说明。龙王到了李靖面前，变回人形，对李靖大发雷霆，并要禀告女娲让她降旨。李靖气不过狠狠打了哪吒，并要杀他。招弟为哪吒挡下，姬发也劝李靖从长计议，李靖决定先把哪吒关进柴房。姜子牙向哪吒细问关于龙三太子之死的细节，猜出是有人想要借刀杀人。然后他把哪吒送回了乾元山金光洞太乙真人处，打算自己来为哪吒受罚。哪吒到了金光洞第一次见到了师父太乙真人，太乙真人告诉他姜子牙会替他接受女娲的惩罚被龙王杀死，哪吒不愿身边人遭牵连，求太乙真人帮他想办法。                                                                       |
| 13   | 哪吒剔骨割肉还父母 介紹：太乙真人帮哪吒想了一个办法。不久龙王带来法旨，要李家全家的性命。李靖决定将自己和哪吒的命交给龙王。龙王答应如果如此，他不会为难李靖其他家人。此时姜子牙表示愿意自己来承受，他已将哪吒放走。此时哪吒出现自首，愿剔骨还肉于父母。姜子牙告别姬发，姬发希望姜子牙告诉西伯侯要他找的那个贤者之士究竟在哪。姜子牙告知东五百里有个回头山，他要找的人就住在回头山的浪子崖上，并且此人手上有三卷天书。姜子牙看姬发很有诚意，派武吉陪同姬发一起去寻高人。申公豹和青青奉命暗中观察姜子牙，得知哪吒已死，也知道姬发在寻高人。想跟着姬发一起去看看高人为何许人也，并想拿到天书。哪吒灵魂前来找李夫人，告诉李夫人他还可以复活，只要在埋他躯体的地方建一座庙，受人间香火三年就能成神。李夫人不方便出面，马招弟答应哪吒，帮他盖庙。苏妲己除掉哪吒后，命石矶加紧修炼，之后将她引进入宫。而申公豹要去寻找姜子牙所说的高人和天书。石矶希望申公豹不要伤害姬发，申公豹则想让石矶帮他骗取姬发的信任。武吉不理解姜子牙明明就是姬发要找的人，为什么不直接告诉他，而要他陪着去回头山。申公豹假扮被纣王士兵追杀的西岐义士，被姬发和武吉救下，并成功取得了姬发的信任，跟在姬发身边。武吉总觉得眼前此人很眼熟。姬发来到山阳县，看到告示得知城阳主女儿被妖怪抓走，决定要去帮城主救人。姬发、武吉趁二妖打斗之时救出城主女儿翠屏，并将她送回山阳县。申公豹表露出对翠屏的爱慕之意。 |
| 14   | 求金莲情遇百花仙子 介紹：申公豹支开众人返回，劝和二妖。城主为此感激姬发等人，盛情邀请他们留在山阳县，而城主女儿翠屏也对姬发产生爱意。苏妲己和凤青青在宫中担心姜子牙投靠西岐、而姬昌就是女娲所说的武王。苏妲己派玉磬去白骨洞找石矶，打听姜子牙的消息并找到青鸾和火凤，聚集众妖之力，抵御西岐崛起。申公豹嫉妒翠屏爱慕姬发，决心得到翠屏。石矶受苏妲己之命安心修炼，可满脑子都是姬发，挥之不去。玉磬来询问石矶姜子牙的下落。石矶告诉玉磬，姜子牙留在陈塘关帮哪吒盖庙，据说哪吒只要受够人间三年的香火就可以重生了。玉磬知道此事后，与石矶假扮老妇人去见李靖，设计告诉李靖，有人在秀山盖了一座哪吒庙，不但骗了他们的钱，还害了他们的家人。李靖信以为真，勃然大怒，要去拆庙。李靖带人来到哪吒庙，赶走敬拜之人，命人拆了哪吒庙，马招弟伤心不已。姜子牙带着哪吒的魂魄去见太乙真人，太乙真人说用百花仙子的金莲花和玉莲藕做哪吒的身躯，哪吒便可以复活。姜子牙前去寻找百花仙子的金莲花与玉莲藕，百花仙子提出两人比试，若能赢她便奉上金莲花与玉莲藕。几番比试之下，姜子牙胜了百花仙子，百花仙子却情不自禁爱上了姜子牙。武吉对于姬发只看中儿女情长十分不满，埋怨姬发只顾翠屏游山玩水却忘记赶路。姬发反省后，前来告别城主，城主有意撮合姬发和翠屏，问姬发愿不愿意娶翠屏为妻，姬发高兴不已，称只要家父西伯侯答应方可。城主见姬发和翠屏情投意合，送玉佩为定情之物，望姬发获得西伯侯同意后，带玉佩来提亲。申公豹看上了翠屏，蓄意破坏翠屏和姬发。姬发告知翠屏要去找一位奇人帮助父王，两人依依惜别，姬发承诺回来后便迎娶翠屏。 |
| 15   | 申公豹伤姬发抢天书 介紹：姜子牙带回金莲花与玉莲藕给太乙真人，太乙真人借用莲花玉藕使哪吒复活，哪吒由此功力大增。由此开始跟随姜子牙斩妖除魔。姜子牙带着哪吒回来，姜子牙派了一个假扮奇人的任务给马招弟。武吉告诉姬发自己曾在陷空阵里见过鸣哥，姬发起了疑心，但还是不确定。武吉用法术故意试探鸣哥，但鸣哥并未上当，并假装晕倒，这让姬发责备武吉，并出去寻找治疗鸣哥的药，此时亲鸾火凤找到鸣哥，告知其为何阻止他们娶翠屏，跟鸣哥要好处，鸣哥将两个妖怪约到了回头山。姬发一行来到回头山浪子崖。奇人要求三人三步一拜，五步一跪，七步一叩首才肯现身。招弟假扮的奇人最终现身，给予姬发无字天书，让其跟着无字天书找到奇人钓鱼的地方。姬发明白，下山离去。哪吒用法力将奇人与武吉变走，武吉这才发现哪吒复活，奇人就是师母招弟。哪吒告知他们要让姬发经历命中注定的劫难才行，所以他们只要跟在后面偷偷保护就行了。姬发下山，遇到亲鸾火凤，哪吒出手相救，姬发一人逃走，鸣哥此时赶来。现出真身。抢走了姬发的玉佩与无字天书，把姬发打成重伤，假扮成他去娶翠屏。哪吒教训青鸾火凤，太乙真人告知青鸾火凤便是他的风火轮，哪吒高兴不已。哪吒成功驾驭风火轮，武吉和马招弟替他开心。哪吒找到风火轮后，在马招弟和武吉的陪同下去找火尖枪。姜子牙去找元始天尊，天尊赐予两件宝物——黄钺和打神鞭。黄钺虽然没有抗衡妖魔之礼，可以用来对付心怀鬼胎的修行之人，天尊指示可赠予姬发，而打神鞭威力无穷，姜子牙完成封神大任时，除了封神榜还需要此鞭。申公豹拿着玉佩，变身为姬发去找翠屏。 |
| 16   | 救姬发受伤石矶表白 介紹：申公豹假扮成姬发去娶翠屏，翠屏带着假姬发去找城主，城主有些怀疑眼前此人并非姬发。申公豹见生米已经煮成熟饭，就拿出无字天书给翠屏看，要和翠屏一起修炼成仙。不料，申公豹显字不成，还现出了原型，翠屏悲痛欲绝，要以死以示清白。申公豹拿姬发性命相要挟，翠屏生不如死。申公豹要让翠屏死心，当翠屏的面拗断了姬发的双腿。城主看到这一幕，想报仇，不料根本不是申公豹对手。申公豹以翠屏为交换条件，饶城主不死。申公豹欲杀姬发，被石矶拦下。石矶和玉磬到处寻找青鸾火凤未果。申公豹以姬发威胁翠屏，翠屏不得已失身。纣王告知苏妲己，闻太师胜利班师回朝。红莲去救姬发，中了申公豹的阵法，身受重伤，但还是来到柴房救走姬发。申公豹欲追赶，被翠屏拦住，翠屏假借屋里有人，申公豹只好放弃追赶。红莲救出姬发，向姬发表白，表明自己的真实身份是石矶。申公豹在房间里没有发现有人闯入，怀疑翠屏这是故意为了救姬发才这样做。招弟一行赶来救姬发，与石矶打斗，石矶最终被打回原形，其原形恰是哪吒寻找的火尖枪。姜子牙赶来为姬发疗伤，姜子牙命令马招弟带着哪吒赶回家。玉磬被哪吒打伤回来找申公豹，又担心石矶，申公豹知哪吒未死，惊讶下盘算不能让玉磬知道是自己伤了石矶，打算找哪吒算账。姜子牙治好姬发，授予姬发黄钺大法对付申公豹。玉磬和申公豹寻找石矶未果。妲己安排青青在纣王面前跳艳舞，纣王被迷住。 |
| 17   | 纣王封凤青青为贵妃 介紹：纣王封凤青青为贵妃。纣王开心，邀众人去御花园饮酒。申公豹回到翠屏处，翠屏为申公豹准备了一桌酒菜，尽表对申公豹的爱慕，申公豹怀疑酒里有毒，怀疑翠屏对自己突然这么好，其中会有猫腻，但翠屏亲自喝了酒，申公豹终于喝下了酒。申公豹中毒发作，翠屏打算由此与申公报同归于尽。但申公豹依靠法力尽力支撑，对翠屏施暴，武吉赶来。姬发使用姜子牙传授的招数和神兵器黄钺,大战申公豹并将其打伤在地。翠屏此时踉踉跄跄地出现，在姬发救翠屏之时，申公豹趁机逃走。翠屏为了杀申公豹也喝了有蛊毒的毒酒，姜子牙也无力回天。翠屏与姬发互诉衷肠，托付信物玉佩给姬发后死去，姬发伤心过度。姬发确认姜先生就是父王要找的奇人，要求姜子牙一同返回，姜子牙对姬发说日后水田月想见后消失。玉磬遇到受重伤的申公豹，做法叫来大姐和二姐青青来帮忙。哪吒大哥二哥找到哪吒,哪吒坚持一定要父亲李靖亲自来接他才回家。申公豹被苏妲己用女娲石救回，诉说自己是姜子牙和姬发将自己打伤，收走青鸾火凤的哪吒也已复活，苏妲己心生一计让哪吒父子互相残杀。姜子牙带武吉回陈塘关，金吒、木吒对父亲李靖说哪吒要求李靖亲自接他回家，李靖大怒，全家人的请求李靖去接哪吒回家。 |
| 18   | 哪吒再被陷害 介紹：在全家人的请求下，李靖同意众人去接哪吒回家。哪吒被青青陷害，让李靖再次误会哪吒伤害无辜。哪吒百口莫辩，李靖将他押回李府。吒木吒告诉李夫人，哪吒当李靖的面害死三条人命，已被哪吒带走，并且要问罪。李夫人赶回李府阻止李靖，可哪吒对李靖的不服再次激怒了李靖，李靖一气之下判哪吒次日午时三刻斩首示众。李夫人不知如何是好，武吉母提醒可找姜子牙帮忙，李夫人只能托马招弟去找姜子牙帮忙。另一边，武吉告诉姜子牙李靖已出告示，要将哪吒斩首示众，但姜子牙表示自己不能去救哪吒，一切等哪吒人头落地便是了结。姜子牙虽不能救哪吒，但他不会放过害哪吒的妖精们。姜子牙和武吉找到苏妲己，看苏妲己一干妖等死性不改，仍要帮助纣王残害百姓。便决定了结这帮作恶多端的妖怪。几个回合下，苏妲己一干妖等完全不是姜子牙的对手，便用女娲石来抗衡姜子牙的法力，趁姜子牙对抗女娲石之力无暇顾及他们时，再次成功逃脱。武吉用姜子牙教他的黄钺打法打败了玉磬，问姜子牙接下来该怎么办。姜子牙示意次日去看哪吒斩首，武吉不解。哪吒斩首之时，无人愿意手刃哪吒，李靖只有自己动手。姜子牙及时赶到，但表示没有办法救哪吒。哪吒看李靖对他没有丝毫心软之心，说出与李靖恩断义绝，李靖忍痛砍下哪吒头颅。闻太师回朝歌未见比干，问纣王比干去向，纣王不知如何回答。闻太师再问纣王是否像世人所说，被妲己魅惑，制定炮烙之刑，伤害许多忠臣义士。姜王后，殷郊太子，殷洪小王子之死又是何原因。纣王制止闻太师发问，闻太师只能要求引见苏妲己。众妖得知李靖将哪吒斩首，正在幸灾乐祸，胡仙儿却开始担心姜子牙不出现是否有阴谋。胡仙儿和青青决定回宫，让玉磬找些帮手来重练阵法。 |
| 19   | 哪吒李靖大打出手 介紹：苏妲己深知闻太师不是等闲之辈，回宫后听闻太师要见她，不免有些担忧闻太师已识出自己九尾狐狸之身。李夫人因哪吒再次死去而难过不已，金吒木吒觉得姜子牙一定有办法救哪吒，决定暗中调查，一有哪吒能还阳的好消息就通知李夫人。众人在山洞中也伤心不已，姜子牙告诉众人哪吒没事，并救活了哪吒。哪吒复活后，有了三头六臂的法力。姜子牙嘱咐众人不能将哪吒复活的事告诉任何人，好让哪吒可以专心修炼法术。闻太师要见妲己，妲己担心露出破绽，自知法力不敌，只能另想对策来对付他。纣王将苏妲己带去大殿，闻太师在和她的往来之中闻到狐臊味，怀疑她是妖孽所变，当庭质问苏妲己比干的死和炮烙之刑。苏妲己辩解，连纣王和身边的弄臣也帮她，闻太师想用法术让苏妲己现出原形，但苏妲己有女娲石庇身，反将了闻太师一军，让纣王更不相信他。苏妲己醒来求纣王不要惩罚闻太师，更使得纣王对苏妲己深信不疑。然后她决定利用闻太师，来对付姜子牙等人，并设计让闻太师去解决西岐叛乱的问题。哪吒去找李靖报仇，两人大打出手，哪吒将李靖打倒在地。苏妲己指使费仲、尤浑在朝堂上进献谗言，说西伯侯招兵买马有谋反之意，意图让纣王派闻太师起兵讨伐。哪吒和李靖又起冲突，燃灯道人突然出现，说受元始天尊之命前来点醒哪吒，希望哪吒和李靖可以重归于好。可是哪吒野性未驯，多次出言不逊，道长发功收拾哪吒，李靖和夫人苦苦替他求情，道长放了哪吒却将玲珑宝塔给了李靖。哪吒和李靖父子二人互相道歉，重归于好。 |
| 20   | 哪吒重生跟随姜子牙 介紹：费仲、尤浑受苏妲己指使，在朝堂上进献谗言，说西伯侯招兵买马有谋反之意，纣王大怒命二人立刻点兵杀向西岐，闻太师则认为此事有蹊跷，不认为一向忠诚的西伯侯会造反，费仲、尤浑顺势将调查一事推给了闻太师。百花仙子和申公豹在云水阵中法力不能完全施展，姜子牙念在百花仙子曾经帮助过自己，决定放过她。马招弟和武吉出现，四人打在一起。姜子牙放走百花仙子，与申公豹缠斗在一起。姜子牙用打神鞭斩下申公豹一只臂膀，将他击退。负伤的申公豹遇到百花仙子，为仙子所救。百花仙子告诉申公豹她要回去疗伤，提炼百花神水来对付姜子牙。李靖带着夫人哪吒前来感谢姜子牙寻得金莲花玉莲藕令哪吒重生。姜子牙告知要赶赴西岐辅佐周文王伐纣，哪吒表示愿意一同前往。闻太师进言纣王西伯侯决无谋反之心，但妲己与一帮奸佞之臣在一旁挑拨，污蔑西伯侯，闻仲提醒纣王不要让小人当道搞得朝堂乌烟瘴气。姬发回到西岐，告知文王已找到了白发高人。原来他名叫姜子牙，平时化成一个年轻人的模样，他告诉姬发辅助文王的时机未到，如果要找他可到一个叫水田月的地方。文王猜到水田月指的便是渭水。姜子牙一行来到渭水边，姜子牙不顾马招弟的反对，在一旁搭起茅屋，等待文王前来请贤。 |
| 21   | 姜子牙恶斗瘟魔 介紹：散大夫和姬发商量布阵，却很奇怪崇侯虎迟迟没有动静，恐其中有诈，姬发越想越不明白对方进攻却不宣战的用意。申公豹开始施妖法，一夜之间，西岐军队的将士陆续有人染上传染病，浑身奇痒，血流不止，甚至有人丧命，整个军营一派混乱。姬发下令在西岐广发榜文召集大夫治病。西伯侯得知前方军队有人中毒，怕对方是妖邪作祟，太姒则认为若是姜子牙可以看见告示，就可以帮助军队。而那方姜子牙也在武吉、哪吒等人的帮助下，制造药丸。散宜生的告示被武吉看到，武吉一直提醒散宜生自己身份特殊，就为了带其引见姜子牙。百草仙姑治好了西岐士兵的瘟疫，散宜生告知姬发原来敌军设下了瘟皇阵，而百草仙姑已派了两位友人前去破除瘟皇阵。武吉假扮的百草仙姑拜见西伯侯，西伯侯觉得此仙姑行为举止非常古怪。西伯侯答应如果此仗得胜，将减免赋税，并在西岐街头为百姓卜卦避凶吉。闻太师再次劝说纣王不要讨伐西伯侯，不要轻信申公豹。妲己将瘟魔的精魄打入了崇伯侯体内，并用女娲石照着瘟魔，让崇伯侯前去对付姜子牙。姜子牙在屋外设下阵法，瘟魔被困阵中无法进入。武吉赶到帮忙，却被瘟魔传染。哪吒和马招弟也赶回来相助，哪吒用混天凌绑住了武吉，用烽火轮助姜子牙制住了瘟魔。西伯侯得到军队大获全胜的消息，激动万分，并打算完成自己曾经答应百草仙姑的承诺，给西岐的百姓减免赋税并算命卜卦三天。 |
| 22   | 苏妲己诬陷姜子牙 介紹：姜子牙治好武吉瘟疫。纣王得知自己军队全军覆没，怪罪国师。苏妲己为国师开脱罪名，并把责任都推到姜子牙的身上。恰巧东海部落造反，苏妲己乘机支开闻太师。女娲娘娘派龙神去西岐布雨，却在半道偶遇胡仙儿和青青。青青劝说龙神用雨水淹没西岐的计谋被龙神识破，胡仙儿准备待龙神为西岐布雨之际在雨水里下毒。西伯侯算卦，龙神向前测卦，因西伯侯精准的算卦，龙神感到很没有面子，胡仙儿和青青挑唆龙神将女娲娘娘的下雨命令调换，借龙神之手消灭西岐，并在雨水里下毒。第二天，雨水按西伯侯所算之卦下起雨来，散宜生借此进谏西伯侯要求出兵讨伐纣王。西伯侯疼惜百姓，不忍动干戈，以免民不聊生。散宜生为西伯侯的仁德所折服。此时下人来传，西岐雨势未减，许多人淋了雨后意外死亡。姜子牙见毒雨害人，命招弟与武吉赶忙制作解药为百姓解毒。胡仙儿与青青来到姜子牙的茅屋，攻击姜子牙，姜子牙陷入危机，告知胡仙儿自己才是最开始拥有女娲石的人，胡仙儿由此出现迟疑。青青被姜子牙的神鞭所伤。武吉带着母亲躲毒雨，被申公豹与玉磬拦住。哪吒赶来相救，与申公豹斗在一起西伯侯得知百姓受洪水之苦，痛苦不已，主张开粮仓赈灾，更是对自己算卦的行为而后悔不已。 |
| 23   | 女娲降罪龙神 介紹：哪吒变出三头六臂，打退申公豹与玉磬，并赶到姜子牙在渭水边的茅屋，用乾坤圈将胡仙儿与青青打退。姜子牙为武吉母亲治伤，让其服下百草丸。姜子牙告知此次降雨一定跟龙神有关。女娲娘娘见龙神布雨祸害百姓，降罪龙神，告知其明日午时会被姬发斩首。龙神害怕，逃到人间，被哪吒撞到，被带去见姜子牙。龙神向姜子牙求情。姜子牙让龙神去求西伯侯。西伯侯依旧为百姓所遭受的苦难而劳累伤心，龙神托梦给西伯侯，让其救自己性命，并以淹没西岐作为威胁。西伯侯疼惜百姓，答应第二天拖住姬发。妲己用女娲石为青青治疗鞭伤，并怀疑女娲石一开始并非申公豹所有，而是姜子牙的，知觉可能由此帮错了人。玉磬与青青劝说事已至此，只能将错就错。妲己同时得知龙神要被姬发斩首，害怕失去龙神的助力消灭不了西岐，故而决定出手相救。第二天午时，姬发来找西伯侯，西伯侯看姬发救灾劳累，要求其睡在父亲床上休息。西伯侯想借此留住姬发，不让其去杀龙神。但姬发睡梦中化出元神还是找到了龙神，一身戎装与龙神相斗，妲己赶到后出手相救，姬发陷入险境。姜子牙感应到这一切，要求哪吒赶去相救。哪吒赶到，四人再次斗在一起。姬发最终斩首龙神，妲己击退哪吒逃走。龙神的龙头落在侯爷府大厅，西伯侯看到，晕了过去。雷震子应师父之命寻找天上掉落到附近的宝物。西伯侯昏迷，众臣要求姬发先代理政务。 |
| 24   | 哪吒招弟寻找姬发 介紹：姜子牙发现龙神已不在，西岐水患已消，觉得是时候去见西伯侯了。龙神被杀，被贬至冥界轮回，龙神误会是西伯侯没有看住姬发才导致自己被杀，决心回去报仇。西伯侯醒来，想到看到的龙头，觉得这跟自己几天前梦到的龙神有关。龙神提着龙头前来寻仇，西伯侯惊吓昏迷。姬发为西伯侯昏迷而担心不已，众人觉得姜子牙或许有办法，决定张贴告示寻找姜子牙与百草仙姑。哪吒招弟等人在城里寻找姬发，看到了寻找姜子牙的告示，来到了府里找到了姬发。姬发问起姜子牙的行踪，众人却说这是秘密，并未告知。姬发告知西伯侯的情况。众人着急，招弟决定回去跟姜子牙说明情况。妲己传授龙神移神附体之术，叫其逼出西伯侯的元神，附在西伯侯身上回阳，并说明龙神的死也有姜子牙的错。晚上，龙神再次出现在西伯候处，逼出了西伯侯的元神并顺利附体。姜子牙卜卦，得知西伯侯凶多吉少。叫招弟武吉去西伯侯府查看，并让哪吒偷偷跟在后面，看是否有人从中作祟。武吉招弟十分奇怪西伯侯的行为。西伯侯的元神来到了冥界，被鬼怪抓走。申公豹与三妖练习新阵法，为了对付姜子牙，又开始新的阴谋。申公豹潜入侯爷府，故意让姬发撞到，姬发拿剑追赶，从而让人以为姬发想要谋害西伯侯。 |
| 25   | 姬发被打入死牢 介紹：申公豹潜入侯爷府，故意让姬发撞到，姬发拿剑追赶，从而让人以为姬发想要谋害西伯侯。西伯侯将姬发打入死牢。姜子牙以七星灯，为西伯侯姬昌延续寿命，但七星灯却一盏一盏熄灭，姜子牙担心西伯侯姬昌命在旦夕。姬发在大牢中被西伯侯毒打。太姒、武吉和马招弟替姬发求情，龙神甚至要对姬发上烙刑，太姒舍身保护，龙神为怕暴露就此作罢。太姒回到府中，质问和劝说龙神附身的西伯侯姬昌未果。散大夫来到狱中看望姬发，姬发向散大夫解释不清，武吉和马招弟让散大夫去渭水请姜子牙出面解决。九尾狐、野鸡精和申公豹来到西伯侯府，要求龙神将姬发、武吉、招弟斩首示众，设此计引姜子牙出面救人，到时以西伯侯名义下令，在西岐设阵埋伏姜子牙。太姒偷听到斩首的命令，找到散大夫去找姜子牙解救，哪吒突然现身，带散大夫前往渭水。散大夫向姜子牙和众人解释了事情的来龙去脉，姜子牙命其先勿打草惊蛇，先拖延着。风精雷怪被封印在轩辕剑中大战，想逃脱封印。姬发、招弟和武吉在刑台上待斩，武妈和小妹赶来送饭，道出拖延时间实情。太姒回想后发觉，西伯侯病愈后，定是有妖孽附在侯爷身体内，于是质问龙神，龙神附身的姬昌跟侯爷夫人太姒摊牌, 太姒欲与其同归于尽被制服。此时法场时辰已到,众人将要被处斩。姜子牙用分身将法场众人救走。哪吒发现假侯爷会法术告知姜子牙。姜子牙怀疑西伯侯被人借尸还魂，欲前往地府。 |
| 26   | 姜子牙冥界寻魂 介紹：姜子牙怀疑西伯侯被人借尸还魂，欲前往地府寻找。姜子牙与众人进入冥界，寻找侯爷的魂魄。众人遇到鬼差和枉死城刑天，原来西伯侯姬昌正是在枉死城内，刑天将西伯侯的魂魄带上望乡台，允许姬发与姬昌的魂魄见面。姬昌魂魄见到姬发，道出了遇害经过和真相，让姬发回去将龙神杀掉，将自己的躯体毁掉，继承西伯侯的爵位。哪吒救下太姒，回到渭水边的草屋。哪吒和太姒等人在七星灯前，用法术护住延年益寿保命灯，被胡仙儿和申公豹等人破坏打翻，西伯侯过世，魂魄已经不能留在枉死城内，姬发求姜子牙和刑天救回西伯侯，刑天指引说需要侯爷夫人上天山求还魂草。姜子牙回到草屋助阵哪吒击退申公豹众妖，姜子牙吩咐众人陪同侯爷夫人去天山，自己和哪吒去侯爷府逼龙神出侯爷躯体。姜子牙早已识别西伯侯被龙神附体，将龙神逼出西伯侯躯体。姜子牙命哪吒去帮助太姒早日取回还魂草。雷震子听从师命寻找轩辕古剑，风精雷怪被封印在轩辕剑中大战，想逃脱封印。雷震子意外吸收了两妖的能力，神力大增。太姒、姬发、马招弟、武吉靠哪吒的风火轮来到了天山上，可百花仙子不愿给予还魂草，并将四人打回天山脚下。西伯侯夫人太姒不愿意放弃，带着姬发重新上山，可百花仙子处处阻挠，令一旁的招弟武吉着急不已。 |
| 27   | 雷震子认太姒为母 介紹：太姒不放弃,好不容易爬到半山腰，却遇到了也来找还魂草的胡仙儿，幸好雷震子及时出现，赶跑了胡仙儿。雷震子认太姒为母，说明自己就是当年西伯侯在去朝歌路上捡到的孩子,并将自己如何拥有风雷棍,自己如何拥有这样的神力告诉了太姒。太姒认了雷震子后，托雷震子去救姬发等人，自己继续爬往山顶。太姒到达山顶，求百花仙子给还魂草。但百花仙子却要太姒拿姜子牙的人头来换，太姒不愿辜负姜子牙对他们的恩情，宁远用自己的人头换姜子牙的人头。姬发和雷震子见母亲要以命抵命，都舍身愿意代替太姒献上项上人头。百花仙子见眼前等人已经受住考验，便请出师傅天山尊者赐予还魂草。太姒一行带着还魂草回来，哪吒误会雷震子是妖怪，两人差点相斗，幸亏姜子牙认出雷震子。西伯侯服下还魂草，但是还没有醒来，需要太姒亲自去冥界带侯爷回来才行。雷震子与姬发在冥界与龙神相斗，终将西伯侯接回。雷震子见西伯侯无碍，继续回去修炼。姜子牙在渭水边用直钩钓鱼，引来武吉招弟的疑惑。西伯侯听闻有如此钓鱼奇人，亲自前往拜访，但姜子牙没有马上上前相见，这令西伯侯费解。苏妲己将西岐壮大之事告诉纣王，纣王想靠南伯侯之力攻打西岐，借赫城主之力，来说服南伯侯一起攻打西岐。申公豹奉命去找赫城主。胡仙儿申公豹等人来到姜子牙茅屋，欲用新练的阵法对付姜子牙，被姜子牙打退。 |
| 28   | 姜子牙出山助西岐 介紹：西伯侯再次来找姜子牙，请姜子牙出山辅助西岐。为表诚意，西伯侯亲自拉车请姜子牙出山。待西伯侯拉车走满八百步，姜子牙同意辅助西岐。并告知西伯侯将来就是文王，西伯侯的国号为周。西伯侯回到西岐正式封姜子牙为右灵生丞相，并兼领主帅一职，统御三军。封武吉为武德将军，封哪吒为御驾先锋，协助姜子牙操练三军。西伯侯还希望姬发能在姜子牙左右，学习如何操练三军。纣王得知西伯侯拜姜子牙为相，且命申公豹找南伯侯鄂顺一起攻打西岐之事未果，勃然大怒。苏妲己替申公豹开脱，提醒纣王要提防鄂顺与赫城主。纣王命费仲、尤浑去传闻太师回来，共商讨伐西岐之事。苏妲己担心西岐那边的力量她已无法抗衡，为今之计只有从姜子牙手中夺回女娲石。青青觉得强夺不如智取，可设法去跟被女娲封住的黑龙借龙珠来对付姜子牙。姜子牙从女娲石上看到毒龙谭的景象，赶到毒龙潭遇到前来骗龙珠的胡仙儿和申公豹。姜子牙阻止了胡仙儿，却不料狡猾的黑龙早就料到姜子牙会来，将计就计利用姜子牙女娲石的力量逃出了毒龙潭。黑龙联合胡仙儿四妖去找雪山冰虾，修炼龙门阵，对付姜子牙。西伯侯听闻闻太师已答应纣王待东海战事平息就攻打西岐，十分忧虑。姜子牙提议西伯侯可联合南伯侯一起对抗纣王。另一边，南伯侯派高和去找赫城主，希望赫城主能一起与西岐联盟讨伐纣王。赫城主答应与西岐联盟共同伐纣。高和问起赫兰的近况，赫城主便带高和去见赫兰，可高和吓跑了赫兰的猫，赫兰要求高和去找回她的猫。 |
| 29   | 赫城主要挟姜子牙 介紹：胡仙儿等人寻找雪山冰虾，冰虾却被贺兰所养的猫吃了，三妖寻猫。姜子牙认为光想联合南侯之力必须先找赫城主，于是带着西伯侯亲笔书信，和姬发、哪吒、武吉去找赫城主，不料在赫城遇到南伯侯亲信高和，得知南伯侯本身有意与西岐联盟共伐纣王。赫城主留下姜子牙等人在赫城稍作歇息。来到赫城的胡仙儿发现姜子牙一干人等也在在赫城。姜子牙感应到妖气横生，便用女娲石将赫城结界围住，以防妖孽进入。苏妲己三妖不能入城，只得等到姜子牙离开再见机行事。姜子牙帮赫兰救治猫伤，发现猫体内有冰寒之气。赫兰却被姜子牙的才气深深吸引，高和伤心离开。赫城主得知女儿心思，想把小女许配给姜子牙，不料姜子牙已有妻室，赫城主以南候与西岐结盟一事相要挟，逼迫姜子牙娶赫兰，并把赫兰扶为正室。姜子牙恕难从命，只得离开。赫兰知道此事后，劝阻赫城主以大局为重。苏妲己三妖待姜子牙走后已过三日，想必雪山冰虾已在猫肚子里融化。苏妲己不甘心计划又被姜子牙破坏，于是冒充姜子牙、姬发和哪吒进了赫城，杀了赫城主和赫兰所有人。赫兰临死前托付她的猫要为她报仇，猫因此潜入赫兰身体，找到马招弟，潜入了侯爷府。当夜猫妖成功附身武吉，哪吒以为武吉梦游尾随，发现他杀了一名卫兵后与武吉打斗在一起，猫妖趁哪吒不备又附身哪吒之时，姜子牙和姬发赶到。姜子牙察觉哪吒有异样，却不小心被猫妖的寒冰之气侵入体内，身体僵硬不能施展功力。姬发用黄钺将猫妖打伤，猫妖逃走。 |
| 30   | 赫兰刺杀姜子牙 介紹：姜子牙发现猫妖附身的赫兰有异样，赫兰拔出匕首欲刺杀姜子牙，被众人阻止。赫兰质问姜子牙三人杀父之仇，姜子牙解释并承诺会查个水落石出，赫兰无奈气愤离开。马招弟尝试向赫兰解释，猫妖还是执意要为城主和赫兰复仇，并请求高将军也为赫家复仇。玉妃为纣王一曲舞毕，闻太师平乱大胜,班师回朝，费仲尤浑请纣王前去迎接，玉妃阻拦。闻太师亲自参见纣王，并用第三只眼发现了玉妃的真实身份。申公豹三人发现吃掉雪山冰虾的猫妖在相府，想要趁月夜夺得猫妖的本命丹，借而得到猫妖的功力。申公豹回到宫中，救下了琵琶精玉磬。闻太师质问申公豹，申公豹和玉磬狡辩，获得闻太师的信任。猫妖在月圆之夜准备修炼，支开担心赫兰的高将军，修炼时本命丹被胡仙儿偷走。高将军见姜子牙深夜出门，便跟随前往。胡仙儿吃下本命丹，以便修炼龙门阵，结果不能抵挡雪山冰虾的寒气，本命丹又被猫妖夺回。胡仙儿施展法力将猫妖打死，姜子牙赶到救下猫妖，高将军赶到误会姜子牙杀了赫兰。众人将赫兰送回相府，高将军与姜子牙起了争执。高将军、马招弟为赫兰守灵，赫兰因雪山冰虾而复活，起来吓坏了马招弟，众人扶赫兰进屋休息。姬发告知姜子牙，赫兰醒了。姬发向姜子牙诉说了赫兰事件的来龙去脉。高将军给赫兰致伤药，猫妖再次明志要为赫兰复仇。姜子牙施法，利用女娲石，逼走相府中的寒气，同时命哪吒和武吉看守女娲石。猫妖痛苦不已，即将现出原形，随光寻找源头。 |
| 31   | 猫妖偷得女娲石 介紹：猫妖寻光找到女娲石，被其法力逼得险些现出原形，迅速逃离。猫妖与青青打斗在一起，胡仙儿心生一计，说服猫妖，联手杀姜子牙，第一步便是从相府偷出女娲石。猫妖偷来女娲石，将女娲石交给胡仙儿，三妖准备联手刺杀姜子牙。猫妖夜间来到姬发房间，借用姬发躯体。哪吒和武吉返回发现女娲石不见了，姬发现身，用黄钺斩断哪吒胳膊，哪吒复原后与姬发缠斗在一起。姜子牙赶到调和，被猫妖打了一掌。哪吒将猫妖打出姬发的躯体，姜子牙前去追赶。雷震子的风雷翅膀和风雷棍法已有大成，师傅命其下山辅助师叔姜子牙。姜子牙追上猫妖，缠斗在一起，姜子牙身中寒冰之气，功力被封住。胡仙儿和青青现身，利用女娲石，将姜子牙打晕。霎时间，雷声大作，雷震子现身，与三妖斗在一处，雷震子用风雷棍击伤三妖。雷震子喂姜子牙服下丹药，姜子牙苏醒，二人返回相府，救受寒冰之伤的姬发。高和看望猫精，居然发现有一颗金珠在她头顶悬浮，猫精假装害怕有妖怪在附近，高和信以为真。姬发醒来，道出打伤他的是赫兰。大伙决定试探一下这个赫兰的身份，悄悄在花园放了一盘鱼，猫精闻到腥味，来到花园吃起来，露出了马脚。姜子牙制住了猫精，用三昧真火逼她现出原形。此时不知情的高和赶来，用马招弟的性命威胁姜子牙放人，姜子牙只得听从。猫精感慨高将军对赫兰的一片真情，决心代替赫兰好好待他。 |
| 32   | 猫精打伤高和 介紹：杨戬带着受伤的天狼外出打猎，对变成小狗模样的天狼照顾有加。天狼知恩图报，决定永远追随杨戬。猫精残害百姓，被高和看到。他终于醒悟，欲离赫兰而去。姜子牙正巧奉西伯侯之命赶来，雷震子与赫兰缠斗，眼见猫精不敌，高和前去相救，不幸被猫精打伤。猫精道出假姜子牙杀害赫兰一家的原委，高和不信。猫精用本命丹保住了高和的性命，但雷震子赶走了猫精，救走了高和。姜子牙施法救活了高和，高和感激，觉得猫精所说的姜子牙杀害赫兰一家的事疑点重重。姜子牙等听了高和的讲述也觉得应该查清事实的真相，高和想帮忙说服南伯侯与西岐结盟。玉磬醒来，纣王努言要重罚闻仲，玉磬反为闻仲求情。纣王大悦。纣王下旨建造摘星台，讨好妲己。马招弟和哪吒来到水火村，打听到水火村有一面水墙，一面火墙，仙草就长在二墙之间。但仙草既不能穿过水墙，又不能穿过火墙，二人正一筹莫展。土行孙突然出现，用土遁之术，采走了仙草。土行孙身材矮小，想用仙草长高。马招弟假意要土行孙表演法术，巧计骗走了仙草。高和与雷震子回到赫城调查事情真相。姬发在元始天尊的指点下，黄铖打法日益精进，武吉很是羡慕。姬发突然感到胸闷，担心是家中出事，急忙求得天尊同意起身回西岐。 |
| 33   | 高和猫精得知真相 介紹：猫精附体太姒，欲杀害牛小妹，被赶来的武吉与姬发阻止，猫精被姬发打伤。但姬发害怕伤及母亲，不敢打死猫精。姜子牙和西伯侯也在此时赶到。姜子牙否认杀害赫兰一家之事，猫精半信半疑。青青出现救走了猫精。猫精也回到赫城调查，遇到了高和和雷震子。雷震子的风雷棍突然显灵，使赫兰一家死亡的片断重现。高和和猫精才看清杀害赫兰一家的真凶是妲己一伙。猫精变成青青的模样混进宫内，打伤了纣王。妲己等人联手，猫精不敌，逃至后花园，正好遇到闻仲。闻仲用天眼看到了猫精原形，又出手打死了猫精。申公豹赶来，说猫精有九条命，现在只是假死。闻仲不信，待再看，发现猫精的尸体已经不见了。猫精求姜子牙一起去对付申公豹一行，并愿意将他们从城中引出。她还告诉姜子牙，苏妲己亲口告诉她是他们假扮姜子牙杀人，就为阻止西岐和南伯侯联盟，并且破坏两边的关系。姜子牙考虑讨伐三妖。纣王受伤，醒来感激闻太师和胡仙儿相救。申公豹看出苏妲己为纣王疗伤功力大损，无法让龙门阵发挥威力。胡仙儿提出找人来替代她操练，申公豹想到自己的师兄惧留孙，胡仙儿要凤青青和玉磬一起请惧留孙出山，自己则留下疗伤。申公豹带着两妖去找惧留孙，却只碰上土行孙，得知惧留孙出去云游。在凤青青的美色诱惑下，土行孙答应一起上路讨伐西岐，但他开出一个条件要凤青青，引来三妖的嘲笑。土行孙施展土遁术，申公豹要青青暂时从了他。土行孙偷走雷震子的风雷棍 |
| 34   | 风雷棍被盗 介紹：雷震子见风雷棍被偷，气急，仍用自己的神力打伤了土行孙。雷震子丢了风雷棍，功力大减，众人决心帮其找回风雷棍。土行孙被梅姑救到小茅屋，因而对梅姑颇具好感。雷震子寻找风雷棍未果，却遇到了申公豹等人，雷震子因为缺少风雷棍而与之陷入缠斗。姜子牙放出无字天书救出雷震子。申公豹等人与雷震子打斗，雷震子难以抵挡，被天书救回到姜子牙身边。玉磬被天书所伤，妲己为姜子牙会灵活运用天书而担心不已，不知道能否敌过姜子牙，决心去寻找千年人参，并给青青女娲石去对付猫精。杨戬打猎，撞到了妲己派来寻找千年人参的小妖，杨戬与妖斗在一起，为救哮天犬而最终跌入悬崖。杨戬跌入悬崖后，哮天犬化出元神为杨戬疗伤，醒来后的杨戬碰巧找到千年人参，人参意外钻入杨戬的嘴里，哮天犬为了得到人参，打算对其开膛剥肚，但又想到杨戬对其处处照顾，是其恩人，最终还是下不了手。杨戬因吞了人参而昏迷，哮天犬决心在旁陪伴。高和向赫兰表露心意，要求猫精附体的赫兰陪在自己身边。但赫兰认为没有为赫城主报仇，她不会去想感情的事情。梅姑为土行孙做饭，土行孙越来越觉得梅姑的好，将风雷棍交给梅姑保管。高和与猫精先去南伯侯那边，青青与申公豹突然出现，挟持高和，要求赫兰杀了姜子牙。赫兰赶来求助姜子牙。姜子牙前去救人，申公豹布下龙门阵。 |
| 35   | 赫兰变回猫身 介紹：姜子牙前去救高和，申公豹布下龙门阵。姜子牙拿出天书，与之相斗，赫兰在打斗中身受重伤，最终死去变回猫身，高和伤心不已。土行孙找到申公豹，告知已将风雷棍藏了起来，如果青青不嫁给他，他就不给，申公豹假称土行孙把姜子牙的军令旗拿到，就可以娶青青，土行孙兴奋。姜子牙将军令旗交给雷震子，让雷震子统兵，土行孙出现，再次抢走军令旗。申公豹怀疑军令旗有假，土行孙拿着军令旗闯入西岐军营，要求西岐军包围西岐城。雷震子自责不已。姜子牙赶到军队驻扎处，拿出新的军令旗，申公豹才知上当。姜子牙用天书困住众妖，用打神鞭制服，土行孙用遁地术帮助孙公豹等人逃走。土行孙知道自己办砸了事情，只好将风雷棍给了申公豹。姜子牙料到土行孙会再来偷军令旗，布阵将土行孙关了起来，杨戬到处找天狼但是找不到，此时两狐妖来抓他，双方打斗，狐妖们感觉杨戬的力量越来越强，想要干脆杀了他。杨戬最终不敌，关键时刻天狼出来相救，天狼因为失去法力不敌两妖，将两妖引诱离开，谁知最终还是不敌，被两狐狸撕咬，天狼用尽了最后的法力杀死了两妖，命丧黄泉之际玉鼎真人出现送灵丹给他，并要他看守天眼，以后拿得宝物的人便是他的主人。申公豹利用龙门阵加上风雷棍创造风雷阵，摆在西伯侯府对付姜子牙，以困住姜子牙等人。 |
| 36   | 申公豹造风雷阵 介紹：申公豹利用龙门阵加上风雷棍创造风雷阵，摆在西伯侯府对付姜子牙。姜子牙算出西伯侯府有难，哪吒刚迈出门去查看，就被风雷阵吸走。姜子牙用天书将阵法逼到府外，自己拿着打神鞭去救哪吒。结果哪吒被救出风雷阵，姜子牙却被打回了西伯侯府。哪吒被惧留孙所救，却遇蜘蛛被毒液伤了眼睛，惧留孙用向天花治好了哪吒的眼睛。惧留孙知道土行孙被关在西伯侯内，跟哪吒回了西伯侯府，惧留孙和子牙师兄弟相认，找到对付阵法的方法。申公豹想要借阵法将姜子牙一网打尽，却被引向哪吒和雷震子。姬发拿着惧留孙给的捆仙绳和乾坤袋帮助雷震子抢回了风雷棍，并和申公豹一行打了起来。玉磬中了哪吒的乾坤圈变回了玉琵琶，申公豹和凤青青则被打倒。关键时刻凤青青拿出女娲石带众人逃跑。土行孙又抢了军令旗，正打算号令军队。此时惧留孙出现，用捆仙绳收了土行孙，并将他交托于姜子牙。妲己言称李靖之子哪吒已经投靠西岐，怂恿纣王惩治李靖，纣王将此事交予妲己处理，妲己命申公豹抓了李靖。申公豹拿着李靖的七宝玲珑塔献给纣王，纣王知觉由此宝物，收复西岐不在话下。妲己押上李靖，问起七宝玲珑塔使用的口诀，李靖宁死不从。妲己设计毒计，建议将李靖斩首的消息传出，引来西岐众将，好将西岐一网打尽。 |
| 37   | 哪吒着急救父 介紹：妲己用女娲石，探出宝塔使用之法，得意不已。西岐得知李靖要被斩首的消息，哪吒着急不已，欲前往相救，姜子牙认为其中有诈，命土行孙前往朝歌协助哪吒雷震子救人。闻太师为李靖求情，被纣王拒绝。闻太师认为是申公豹栽赃李靖，劝妲己让大王一心向善。土行孙在朝歌利用遁地术找到李靖关押之地，与哪吒、雷震子潜入。李靖宝塔被夺，妻儿被擒，视死如归。哪吒潜入，与李靖相见。申公豹与青青突然出现，将哪吒雷震子困住。李靖大怒。姬发等人在朝歌担心不已。此时土行孙来报哪吒与雷震子被抓的消息。姜子牙算出七宝玲珑塔在妲己手上，姜子牙要土行孙借来乾坤袋。纣王施以李靖施炮烙之刑，哪吒为了父亲将所有罪责揽下，李靖感于哪吒之孝，终视死如归。哪吒欲救李靖，被妲己用宝塔收走。申公豹用火炙烤塔里的哪吒，此时姜子牙前来相救，正当哪吒想要杀纣王之时，闻太师出现救了纣王。李靖被姜子牙救了之后，意识到自己原先的愚忠，打算带夫人回去休养。纣王征人讨伐西岐，但朝中无人愿出马，费仲尤浑推荐闻太师。双儿背着魔家四将跑到闻太师府来玩，听说要出兵讨伐西岐，决定跟着去玩。费仲尤浑带着王令来找闻太师发兵征讨西岐，闻太师推荐让左军上将鲁雄出兵，并命令费仲尤浑做鲁雄参谋，两人吓破胆。 |
| 38   | 朝歌大举出兵 介紹：闻太师命费仲尤浑做鲁雄参谋，是希望能够将两个奸臣隔离纣王。姜子牙收到探子回报，朝歌已经出兵，决定也出兵应战。双儿偷偷跟着军队来到西岐，碰上姬发。姬发看到她身边有蛇，帮她除去。双儿觉得他有趣，假装腿扭了，打算跟着他。姬发碍于军情，将双儿安置在山洞里。西岐朝歌两军交战，西岐大胜，逼退朝歌。鲁雄吃了败仗，费仲尤浑劝他就此撤军，被他一顿臭骂。费仲尤浑只好出主意，要鲁雄前后堵住西岐的出路，让他们断粮。双儿带着姬发绕路，就是不愿提家在哪里，脚上没伤的事情也露了破绽。闻太师发现自己看不到天象，不曾料到是姜子牙利用法术蒙蔽了他的天眼。哪吒报告西岐与外界联通的路已全部被封锁，姜子牙命大家搜集各家的棉袄和柴火。费仲、尤浑听说西岐士兵人手一件棉袄觉得可笑至极，鲁将军则觉得姜子牙一直神机妙算不容小视。没想到大半夜果然开始下雪了。姜子牙不忍心看到朝歌的士兵被冻死，主动提出只要归顺西岐就可分发大衣棉袄，朝歌仍然有无数被冻死的士兵。费仲和尤浑为了活命，对西伯侯大献殷勤，甚至决定投奔西伯侯、投奔西岐，鲁将军嫌厌两人的嘴脸，坚决不投降，反被两人反唇相讥。而西伯侯则决定放了鲁将军，他对鲁将军的忠诚赞叹有加，但希望他回朝歌可以转达纣王，希望他洗心革面不要再荒淫无道下去，鲁将军对西伯侯的不杀之恩感激不尽。 |
| 39   | 西伯侯释放鲁将军 介紹：鲁将军回朝歌后向闻太师请罪，闻太师惊觉自己小看了姜子牙，派出魔家四将。姜子牙听闻魔家四将，非常担忧。费仲尤浑在背后说西岐的坏话，被哪吒发现，逼问他们魔家四将的消息。费仲尤浑怕挨打，供出他们的宝物是青云剑、浑元伞、四弦琵琶和花狐貂。姜子牙闻言，想到天书里的话，需要小心应付四将。四将中魔礼青拥有青云剑，削铁如泥，还能射出熊熊烈火;魔力红的浑元伞和混元神水，都可置人于死地;魔礼海的四弦琵琶的魔音可将人五脏六腑全部震碎;而魔礼寿精通兵法，还有一只花狐貂见人吃人见物就咬。所以对付四将，一定要小心。此时魔家四将和双儿打赌，赌他们会向她弯腰行礼，如果他们输了就要听她的。结果双儿用计赢了，向魔家四将发令出兵西岐。鲁雄向闻太师报告，逃离的数万士兵只召回数千，损失惨重。纣王带着胡仙儿来找闻太师，闻太师替鲁雄挡罪，但胡仙儿追问费仲尤浑为何不回，闻太师上奏两人已经变节投向西岐。但纣王怀疑被放回来的鲁雄。闻太师称已经派出魔家四将讨伐西岐，要纣王放心。双儿回去找姬发，声称自己是孤儿，被姬发带回西伯侯府，在府内碰到费仲尤浑。姜子牙命令哪吒盯着双儿，不是因为觉得她身份来历不明，而是觉得她大有来头。魔礼寿派出花狐貂先到西岐打探消息。 |
| 40   | 假哪吒欲杀姜子牙 介紹：花狐貂假扮成哪吒想要杀了姜子牙，被姜子牙识破。姬发和四将大打出手，马招弟前来帮忙，不幸被烧伤了脸。双儿故意试探费仲和尤浑，对他们背叛朝歌的行为尤为反感，正要取之性命的时候被哪吒拦下。魔礼青与姬发对抗，马招弟在一旁摇旗助威，姬发不敌，魔礼青趁机用剑火把马招弟烧伤，此时雷震子前来，与姬发将魔礼青击退。魔家四将纷纷吹嘘自己的法宝，都认为自己的法宝是天下第一，让双儿评判他们的法力高低。双儿担心姬发，故意挑拨几个爹爹之间关于天下第一的争夺，只为拿到解药。纣王眼看西岐一直没被攻占，担心这场仗不知要打多久，苏妲己看似关心纣王的身体，实际是等着看西岐的笑话。散宜生告知城外的军队正在加紧操练，恐怕会再次攻打西岐，雷震子和哪吒想要应战，姜子牙认为其不足以抵挡魔家四将，因此不建议冒然行动。姬发突然想到李靖的七宝玲珑塔，哪吒则认为玲珑塔虽然厉害，却远远不敌魔家四将，只为了避开去找李靖的差事。姜子牙无奈，只能命雷震子前去。哪吒和马招弟商量，法宝厉害店话就该偷过来，会土遁的土行孙就成了最佳人选。费仲尤浑见魔家四将厉害，便又跑去投靠魔家四将，不料被魔家四将抓了起来，两人立马以知道西伯侯府内秘密获得魔家四将信任。 |
| 41   | 土行孙陷入圈套 介紹：费仲和尤浑则前去告诉魔家四将有人将要偷法宝一事。姜子牙用解药救治了马招弟和哪吒，但仍然很无奈他们让土行孙去偷法宝，很是担心其功力不佳有所危险。土行孙原以为自己很顺利的拿到了法宝，却不知一切都是圈套。土行孙偷走魔家四将的混元伞。另一边，姜子牙命雷震子去五台山去接李靖，武吉一同前行。土行孙偷了混元伞，又来偷四弦琵琶，却被发现，四将欲将土行孙抓起来审问，土行孙盗取法宝失败，只能用遁地术逃走。土行孙受伤回到西岐，哪吒责怪土行孙偷法宝不利。姜子牙赶来为土行孙治伤，并告知自己有了对付魔家四将的方法。魔家四将派花狐貂前往西伯侯府，要求将府里的人都咬伤了。花狐貂闯入西伯侯府，威胁众人，被姜子牙的天书制服。雷震子与武吉到五台山找到了李靖，请李靖回西岐协助姜子牙。李靖的宝塔中出现了银尖宝戟的模样，众人因此知道想要打败魔家四将，就要先找到银尖宝戟。李靖等人根据宝塔的指示寻找宝物，发现申公豹与青青也在寻找宝物，紧张不能让妖怪先抢了宝物。招弟假扮的魔礼青与土行孙配合，从其他魔家二将处骗来了混元伞、四弦琵琶。但在骗魔礼寿的花狐貂的时候被识破，招弟现出原形被魔礼寿抓住。土行孙只能带着混元伞、四弦琵琶自己先逃走。土行孙告知姜子牙招弟去偷法宝被魔家四将抓住的事情，众人着急不已，此时魔家四将传来消息，要求用宝物与招弟进行交换。 |
| 42   | 杨戬功力大涨 介紹：杨戬在玉鼎真人的指点下，功夫一日千里，加之他服用了千年人参，法力已超越了他的师兄。杨戬苦于没有一件好使的兵器，玉鼎真人笑着说时机未到，让杨戬速速下山相助姜子牙。马招弟被魔家四将抓住。商军用鞭刑逼她投降朝歌，马招弟坚决不答应。李靖、雷震子和武吉四处寻找宝物，没有任何线索。而双儿偷偷拿走了两件法宝，遇到了土行孙阻拦。土行孙将这件事告知姬发，哪吒出面制住了双儿，夺回了宝物。双儿被姜子牙关进大牢，姬发怀疑自己看错了人。姬发来到大牢质问双儿到底是什么人，双儿不忍骗他，道出自己是魔家四将的干女儿，并告诉姬发自己有办法可以救出马招弟。姬发选择相信双儿，放走了她。双儿回到商营，放走了马招弟。魔家四将责怪双儿，唠唠叨叨数落起女儿来。双儿挑拨费仲和魔家四将的关系，说费仲尤浑是假意投靠朝歌，实则是姜子牙的奸细，对她下了剧毒。魔家四将信以为真，将费仲二人打了一顿，还命双儿看管他们。申公豹和青青四处寻找银尖宝戟。李靖等三人也在寻找银尖宝戟，觉得申公豹二人寻找法宝另有什么诡计。李靖等按宝塔的指示一路寻找，突然到了一处，宝塔没了信号。雷震子到附近探查，发现申公豹和青青在女娲石的指引下找到了山洞中的银尖宝戟。申公豹与青青打不开藏着银尖宝戟的石头，欲用女娲石开石，被赶来的武吉一行阻止。 |
| 43   | 申公豹欺骗杨戬 介紹：雷震子用风雷棍意外开了石头，申公豹拿到银尖宝戟逃离，众人追出。银尖宝戟飞离申公豹之手，飞到了杨戬的手腕里，申公豹与青青对此奇怪不已，遇到杨戬，才发现银尖宝戟已经选了杨戬做主人。申公豹为了智取宝戟，问出杨戬来历，得知杨戬正奉师傅玉鼎真人之命寻找带天书之人。申公豹见杨戬是师兄的徒弟，声称自己就是带天书的人，是杨戬的师叔。杨戬上当，以为申公豹就是自己要辅佐的人，开始听命于申公豹。花狐貂在西伯侯府里偷四弦琵琶，花狐貂受魔家四将控制弹奏四弦琵琶，使得姬发被四弦琵琶所伤。双儿在一旁看着四个父亲施法，为姬发担心不已，急得吐血。姜子牙赶来救助姬发，制住花狐貂，拿了四弦琵琶与混元伞。双儿醒来后执意要去见姬发，魔家四将着急下承诺只要双儿答应养伤，去哪儿都没问题。申公豹来见魔家四将，亮出国师的身份，开始差遣魔家四将。又命令杨戬单枪匹马攻打西岐。李靖一行回到西岐，与姜子牙会和，哪吒见到父亲高兴不已。魔家四将再次攻打西岐，李靖等人前去应战。哪吒应战途中遭遇杨戬，两人斗起来，哪吒为杨戬的银尖宝戟的威力所惊讶，青青突然袭击，伤了马招弟的脸。马招弟身体逐渐康复，但双眼被毒火所烧，可能自此失明。姜子牙得知魔家四将又多了一个帮手叫杨戬，姜子牙让众人不可轻举妄动。姬发听说决心私下去会一会这个杨戬。 |
| 44   | 姬发单挑杨戬 介紹：魔家四将为双儿的任性向申公豹道歉。申公豹将杨戬介绍给魔家四将。姬发来到商营外挑战杨戬。杨戬外出应战，双儿想起姬发还负着伤，不禁担心起他的安危来。姜子牙等人遍寻西伯侯府都找不到姬发，发觉姬发独自前去挑战杨戬。双儿赶去相助姬发，怒骂他为何不珍惜自己的性命。杨戬打伤姬发，将双儿带回。魔家四将为了撮合两人，让杨戬照顾双儿。申公豹和青青突然出现想抢走姬发的黄钺，但雷震子和土行孙救走了姬发。姬发想去看望双儿，但是姜子牙不允。土行孙不忍心看姬发伤心，帮他去商营看望双儿。申公豹觉得始终瞒不了杨戬太久，为免夜长梦多，让青青早日夺走银尖宝戟。双儿醒来发现杨戬在一旁照顾，又争吵起来。青青来找杨戬，杨戬借口要照顾双儿，拒绝了青青。青青装作有伤在身，要杨戬为她医治。双儿看青青不顺眼，故意说受伤难受，抱住杨戬不让他走，被魔家四将和土行孙看到，都误会了二人有情。杨戬为双儿运功疗伤，双儿有些感动。魔家四将劝说双儿嫁给杨戬，提早完婚，让申公豹做主婚人。双儿坚决不从。魔家四将容不得她不答应，双儿无奈，提出只要给她公鸡蛋，她就嫁给杨戬。青青约杨戬在郊外单独见面。青青打扮艳丽，想用美色和花言巧语迷住杨戬。杨戬为人正直，青青的投怀送抱，他依然不为所动。这时魔家四将出现，要杨戬帮忙找公鸡蛋。 |
| 45   | 姜子牙战魔家四将 介紹：双儿无理取闹非要让公鸡下蛋，魔家四将头疼不已，让杨戬跟双儿去说理。杨戬与双儿辩论公鸡不能下蛋，双儿词穷，魔家四将见杨戬能制住双儿，开心不已，决定将双儿嫁给杨戬。双儿怎么也不肯答应，因为双儿表示自己只喜欢姬发。杨戬单枪匹马来找姬发，姜子牙前去与杨戬相斗，击败杨戬，魔家四将因此出现。姜子牙与魔家四将赌斗，如果姜子牙赢了魔家四将，四将就要答应姜子牙的一个条件。魔家四将以为稳操胜券，答应下来。姜子牙与四人斗在一起。双儿想念姬发，觉得跟姬发相爱无望，上吊自杀，杨戬赶来，救下双儿。另一边，魔家四将与姜子牙僵持，缠斗不休。姜子牙拿出打神鞭，略占上风，魔家四将放出花狐貂，却被姜子牙轻易控制，魔家四将最终落败，四人由此答应以后尽随姜子牙差遣。杨戬赶来告知四将双儿上吊自杀，四将连忙赶回营帐，四将心疼女儿，说起如何发现双儿的往事，四人回忆往事，一时伤心流泪。双儿没有办法，求四将让自己嫁给姬发。四将陷入矛盾。青青与申公豹密谋偷取杨戬的银尖宝戟，申公豹对青青色诱杨戬心存芥蒂。杨戬给四将出主意，认为双儿跟姬发是天生一对。 |
| 46   | 魔家四将西岐提亲 介紹：魔家四将为了女儿幸福，决定亲自拜访西伯侯结亲，却遇到了申公豹，申公豹知道魔家四将要将女儿嫁到西岐，指责他们要通敌，四人由此与申公豹斗了起来。青青为了拿到杨戬的银尖宝戟，也与杨戬斗起来，青青不敌逃离。杨戬赶来帮助魔家四将对付申公豹，申公豹也不敌逃离，杨戬越来越怀疑申公豹的人品，觉得其应该不是天书原先的持有人。魔家四将继续赶往西岐找西伯侯提亲。双儿发现营中无人，正在奇怪，杨戬赶来，向双儿说明四将去了西岐提亲。魔家四将来到西岐郊外，姜子牙算出他们是来提亲，命士兵要以礼相待。申公豹和凤青青正在为失去魔家四将而苦恼。突然二妖发现死了的千年蜘蛛，申公豹取得了毒囊和蜘蛛头，以备以后之用。姜子牙亲自接待魔家四将，双方很快将姬发与双儿的婚事定了下来。姜子牙提议两人的婚事要明媒正娶，喜事要办得热热闹闹的。杨戬与姬发来到府里，四将告知姬发要与双儿成亲之事，姬发与双儿开心不已。四将命杨戬召集所有兵马，等待号令。同时四将要求杨戬跟他们退兵回到佳梦关，杨戬告知寻找带天书之人的事情。姜子牙亮出天书，杨戬这才知道所要找的人就是姜子牙，自此决定忠心为西岐效力。四将离开，双儿和姬发依依不舍地分离。佳梦关，第二天，魔家四将对于双儿出嫁十分开心，但也十分不舍。此时妲己和众妖到来，袭击魔家四将，众人相斗，四将放出花狐貂，却被申公豹用蜘蛛毒杀死，申公豹由此变成花狐貂的样子咬了魔家四将，让四人中了蜘蛛剧毒，四人最终都被杀害。双儿因魔家四将的死伤心过度，从此音讯全无。哪吒杨戬与妲己申公豹青青缠斗，申公豹用天狼爪击中杨戬额头并抢走了银尖宝戟。杨戬身受重伤被哪吒带回。姜子牙为杨戬治疗额头，天狼神爪已经深入杨戬额头，姜子牙告知要去找天眼才能治好杨戬的伤。申公豹告知闻太师，魔家四将战死，并假称双儿被杨戬和姬发害死了。闻太师痛心，将一切责任都推给了姬发，发誓要让杨戬、姬发碎尸万段。雷震子、哪吒、土行孙寻找天眼，姜子牙根据天书，知道天眼在天外天的洞外洞，众人寻找天外天未果。                       |
| 47   | 闻太师启程复仇 介紹：姜子牙查看天书，一行进入洞外洞，意外碰到了天狼星。姜子牙发觉天眼就在天狼星的腹中，决定智取。妲己找来闻太师，向闻太师问起天眼的事情，并称姜子牙一行去找能对付闻太师天眼的宝物去了，闻太师对西岐众人更加生气，立即启程复仇。姜子牙用天书将天眼从天狼星肚子里弄了出来，天狼星见状，将姜子牙一行赶出了洞外洞。土行孙用遁地术进入洞内，准备偷出天眼。不料被天狼星发现。姜子牙拿出天书劝天狼星，天书却被天狼星拿去。天书带着假天眼自行回到姜子牙手中，众人回到西岐。杨戬的额头疼痛难忍欲寻死。姜子牙回到相府，用假天眼替杨戬治伤。天狼星道出假天眼的实情，杨戬在相府中被闻太师等人抓走。闻太师发现天眼是假的，决定只要跟杨戬在一起，就能再得到一只天眼。闻太师等人将杨戬带入山洞，天狼星尾随。杨戬说出魔家四将不是被自己杀死的，在道出实情前被申公豹打昏，闻太师决定去佳梦关调查魔家四将被杀的真正原因。青青担心闻仲查出实情，申公豹命青青回朝歌告知妲己现状。苏妲己和纣王在花园中饮酒作乐，妲己支开纣王，青青现身，妲己用千里传音让申公豹杀掉杨戬。银尖宝戟认杨戬为主，申公豹不能用其杀害杨戬，天狼星趁机咬伤申公豹，救走杨戬。申公豹和闻太师会和，闻太师用天眼发现杨戬逃离的方向。姜子牙在府中担心失踪的杨戬。 |
| 48   | 姜子牙获封神榜 介紹：元始天尊命姜子牙回玉虚宫。天狼星发现杨戬是被申公豹所伤，原来是自己的手被接到了申公豹身上，使其练成了天狼神爪。元始天尊交付给姜子牙封神榜，并叮嘱利用打神鞭和封神榜相辅相成，将天下有道之士和天下妖魔归入封神榜，建造封神台，册封众神。元始天尊警告姜子牙十日之内小心，否则会有血光之灾。马招弟夜宴邀请侯爷和侯爷夫人，姜子牙担心十日之灾，也担心事务繁忙无心参加。天狼星帮助杨戬医治，并向杨戬说明来由。申公豹和闻太师来到洞穴，被光幕阻挡，闻太师用天眼击破光幕，发现杨戬天狼星二人。天狼星和闻太师交手，闻太师发现天眼在天狼星肚子里。申公豹和天狼星斗在一处，闻太师欲杀掉杨戬，以获得天眼。天狼星为杨戬挡了闻太师一掌，杨戬同时获得天眼和银尖宝戟，击伤申公豹，闻太师和申公豹逃离，天狼星却命悬一线，天狼星向杨戬道出真实身份后死去。李靖、土行孙发现了申公豹，二人怀疑杨戬就在附近。闻太师等人回到朝歌，见到胡仙儿，闻太师欲请三山五岳的同道前来消灭西岐。杨戬和李靖土行孙会和在洞外洞，诉说了那天的详情，三人带着天狼星的尸体返回相府。申公豹受重伤，三妖各耗百年功力尝试延续其生命。姜子牙查看天书和封神榜，尝试救活天狼星。天书明示，只有杨戬开启天眼才能救活天狼星，但开启天眼需要同时取得火中之水，水中之火这两种宝物才可以。李靖想起燃灯道长提过的云龙山水火洞，李靖和杨戬启程寻找。 |
| 49   | 闻太师遭陷害 介紹：胡仙儿和琵琶精在纣王面前挑拨其与闻太师的关系，纣王亲自看望受伤的国师，费仲尤浑玉磬谋划陷害闻太师，假传旨意让闻太师面见纣王，众妖在纣王面前质问闻太师。闻太师向众人诉说了事情经过，并用天眼为申公豹诊治，只需找到杨戬吞下的千年人参，或者饮杨戬的血即可，众妖逼闻太师去取。闻太师跟随杨戬李靖进入水火洞。杨戬心诚捉住了火苗，并用火苗捉住了水，形成了水火同源。二人将宝物装入玉瓶后，却被闻太师夺得。闻太师要求杨戬用血换玉瓶，杨戬为了救天狼星以血换瓶，闻太师也信守承诺归还玉瓶时，却被凤青青当中劫夺。申公豹喝下杨戬的血，姜子牙用天书夺回玉瓶，将水火同源注入杨戬体内，使其成功开了天眼，杨戬用天眼救活天狼星，并为其改名为哮天犬。元始天尊命杨戬和哮天犬回到师傅玉鼎真人处，勤加修炼。哪吒和土行孙也回到师傅处，继续修炼。朝歌殿中，费仲尤浑禀报，南伯侯鄂顺已与西伯侯姬昌联手。胡仙儿和申公豹献计，闻太师为主将，纣王御驾亲征，点兵十万，发兵西岐。姜子牙收到闻太师送来的战帖，要求单独约见，马招弟阻拦姜子牙，姜子牙毅然决定单独赴约。李靖与众人商议后决定暗中保护姜子牙。 |
| 50   | 姜子牙被暗处攻击 介紹：第二日，闻仲和姜子牙约见，试图劝降姜子牙，姜子牙反之劝说闻仲归顺。二人话不投机半句多，不欢而散。姜子牙正要离开之时，三妖现身，吸引姜子牙注意力，与姜子牙斗在一处。申公豹携带天罡正气，趁姜子牙不备从暗处攻击，姜子牙吐血并且五脏六腑移位，心脉受重伤。李靖见状不妙赶来，用七宝玲珑塔与三妖斗法，并救走姜子牙。回到相府，马招弟见姜子牙受伤，哭得十分伤心，雷震子和散大夫也奉侯爷命令前来看望姜子牙。哪吒和土行孙去找闻太师单挑，姜子牙很担心他俩万一遇上申公豹，必将在劫难逃，希望姬发赶紧将他们接回。哪吒和土行孙被闻太师轻松击退。雷震子不信闻太师可以敌得过自己的风雷棍，独自前去挑战，姬发和李靖尾随。闻太师和姬发、雷震子大打出手，姬发不幸被擒。李靖带着哪吒前去找姜子牙，希望有办法救姬发。姜子牙不顾自己受伤的身体，毅然前去迎战闻太师。马招弟在府上找不到子牙担心不已。姜子牙用打神鞭迎战闻太师的雌雄双锏，双方火力全开。苏妲己等众妖肆机对付姜子牙。申公豹看出姜子牙步伐凌乱和之前判若两人。闻太师与姜子牙交手后发现姜子牙早已负伤，对他应战的行为表示不解，姜子牙表示侯爷对自己恩重如山，为了救侯爷的儿子，就算枉死也要拼尽全力。闻太师对姜子牙的敬佩之情油然而生，虽知自己不该趁人之危，但为了灭西岐，为了向大王交代，仍然必须杀了姜子牙。姜子牙知道自己凶多吉少，希望闻太师可以放了姬发。谁知获救后的姬发却要和姜子牙同生死共进退，这种情谊让闻太师内心纠结不已。众妖眼看闻太师心软，准备对姜子牙下毒手，杨戬、李靖、哪吒、哮天犬等火速赶到，将众妖打退，一场真正的神妖大战拉开帷幕。 |

## 電視原聲
| 曲序 | 曲目               |      | 作曲           | 编曲   | 演唱者 |
| ---- | ------------------ | ---- | -------------- | ------ | ------ |
| 1.   | 神仙道（片頭曲）   | 荷蕊 | 林禾           | 林銘心 | 張倬聞 |
| 2.   | 雨落長安（片尾曲） | 鄭楠 | 閆澤           |        | 金琳   |
| 3.   | 花淚（插曲）       | 羅晴 | 張衛帆、王建誼 | 黄偉哲 | 陳品姈 |

## 删剪内容
该剧在前期宣传时以姜子牙为主线，所以才加入了马招娣这个角色，为了让剧情更搞笑，但业内知情人士告知记者：剧中人物说话尺度太大，如马招娣说话太露骨，所以广电局要求删掉。因此央视删减15集，山东卫视等删减25集，后官方推出了原装dvd版。而双儿之死只有在原版中出现。

## 收视率
| 播映日期      | 集数  | 收视率 (山东卫视) | 收视份额 (山东卫视) | 卫视排名 | 收视率 (贵州卫视) | 收视份额 (贵州卫视) | 卫视排名 | 备注                                                                    |
| ------------- | ----- | ----------------- | ------------------- | -------- | ----------------- | ------------------- | -------- | ----------------------------------------------------------------------- |
| 2014年1月31日 | 1-3   | 0.443             | 1.25                | 5        | 0.385             | 1.09                | 8        | 浙江《天龙八部》完结                                                    |
| 2014年2月1日  | 4-5   | 0.567             | 1.73                | 5        | 0.492             | 1.52                | 6        | 安徽《老妈的三国时代》上檔 浙江/东方/北京/深圳《美丽的契约》上檔        |
| 2014年2月2日  | 6-7   | 0.557             | 1.66                | 6        | 0.454             | 1.35                | 7        | 江苏《与狼共舞2》完结                                                   |
| 2014年2月3日  | 8-10  | 0.711             | 2.04                | 5        | 0.583             | 1.66                | 9        | 江苏/天津/辽宁/黑龙江《乡村爱情圆舞曲》上檔                             |
| 2014年2月4日  | 11-13 | 0.808             | 2.27                | 5        | 0.643             | 1.80                | 8        |                                                                         |
| 2014年2月5日  | 14-16 | 0.974             | 2.62                | 2        | 0.727             | 1.92                | 9        |                                                                         |
| 2014年2月6日  | 17-19 | 1.163             | 3.04                | 2        | 0.690             | 1.85                | 10       |                                                                         |
| 2014年2月7日  | 20-22 | 1.098             | 2.73                | 2        | 0.853             | 2.17                | 5        |                                                                         |
| 2014年2月8日  | 23-24 | 1.089             | 2.80                | 2        | 0.891             | 2.20                | 5        |                                                                         |
| 2014年2月9日  | 25-26 | 1.150             | 2.85                | 2        | 1.038             | 2.54                | 3        |                                                                         |
| 2014年2月10日 | 27-29 | 1.159             | 2.98                | 2        | 0.953             | 2.41                | 5        |                                                                         |
| 2014年2月11日 | 30-32 | 1.147             | 2.91                | 2        | 1.08              | 2.70                | 3        |                                                                         |
| 2014年2月12日 | 33-35 | 1.224             | 3.10                | 2        | 1.015             | 2.55                | 5        |                                                                         |
| 2014年2月13日 | 36-38 | 1.311             | 3.36                | 1        | 1.025             | 2.59                | 3        |                                                                         |
| 2014年2月14日 | 39-41 | 1.187             | 2.92                | 1        | 0.993             | 2.46                | 2        |                                                                         |
| 2014年2月15日 | 42-43 | 1.279             | 3.30                | 1        | 1.101             | 2.79                | 3        | 安徽《老妈的三国时代》完结                                              |
| 2014年2月16日 | 44-45 | 1.197             | 2.94                | 2        | 1.044             | 2.56                | 7        | 浙江/东方/北京/深圳《美丽的契约》完结 浙江/东方/北京/安徽《大丈夫》上檔 |
| 2014年2月17日 | 46-48 | 1.333             | 3.50                | 1        | 1.161             | 2.99                | 3        | 深圳/山西《独生子》上檔                                                 |
| 2014年2月18日 | 49-50 | 1.381             | 3.58                | 1        | 1.272             | 3.14                | 2        | 山东《独生子》上檔                                                      |
| 平均收视      |       | 1.057             | 2.78                |          | 0.871             | 2.27                |          | 按每集計算                                                              |

- 同时段节目：
  - 湖南卫视《隋唐英雄3》
  - 江苏卫视《与狼共舞2》/《乡村爱情圆舞曲》
  - 浙江卫视《天龙八部》/《美丽的契约》
  - 安徽卫视《老妈的三国时代》/《大丈夫》
  - 东方卫视《美丽的契约》

数据由央视索福瑞CSM50城测量仪提供,调查范围包含四岁以上之观众。
- 资料来源：CSM（页面存档备份，存于）